# Rogliano
Pour les articles homonymes, voir Rogliano (homonymie).
Rogliano ([ʁɔljano], en corse : Ruglianu) est une commune française située dans la circonscription départementale de la Haute-Corse et le territoire de la collectivité de Corse. Elle appartient à l'ancienne piève de Ruglianu et est historiquement le chef-lieu du Cap Corse.

## Géographie

### Localisation
Ruglianu est une commune située à la pointe nord-est de la péninsule du Cap Corse, le cap Sacrum de Ptolémée. Ruglianu est né du regroupement des anciennes communautés de San Colombanu (actuelle partie méridionale) et de celle de la Chjapella (tiers septentrional). La commune est baignée au nord par la mer Ligure et à l'est par la mer Tyrrhénienne.
| Ersa          | Mer Ligure | Mer Tyrrhénienne |
| Ersa, Centuri | Rogliano   | Mer Tyrrhénienne |
| Morsiglia     | Meria      | Tomino           |

### Géologie et relief
Géologiquement, le Cap Corse est un bloc de schistes lustrés édifié au tertiaire lors de la surrection des Alpes sur un socle hercynien. Au nord-est du Cap, ce sont des schistes sériciteux à l'aspect soyeux et ridé, des schistes chloriteux, des schistes calcaires ou calschistes et des cipolins qui dominent. Grisâtres, légèrement calcifères, ces roches, formées durant l'ère secondaire dans l'ancien océan liguro-piémontais, doivent leur aspect lustré à la séricite (mica aux reflets cendrés) et au chlorite (silicate feuilleté verdâtre avec clivage). Ces schistes renferment des bancs de cipolins (marbres blancs ou gris). Autour de Macinaggio apparaissent des roches sédimentaires : calcaires liassiques du secondaire, souvent dolomitisés, appauvris en calcium par action de l'eau, riches en fossiles, flyschs calcaro-gréseux de la fin du secondaire, et molasse (grès calcifères) du début du quaternaire.
Historiquement, Rugliano se présente en deux parties : La Chjappella, la fraction nord de l'actuelle commune, et l'ex San Colombanu d'Augliani, la fraction au sud.

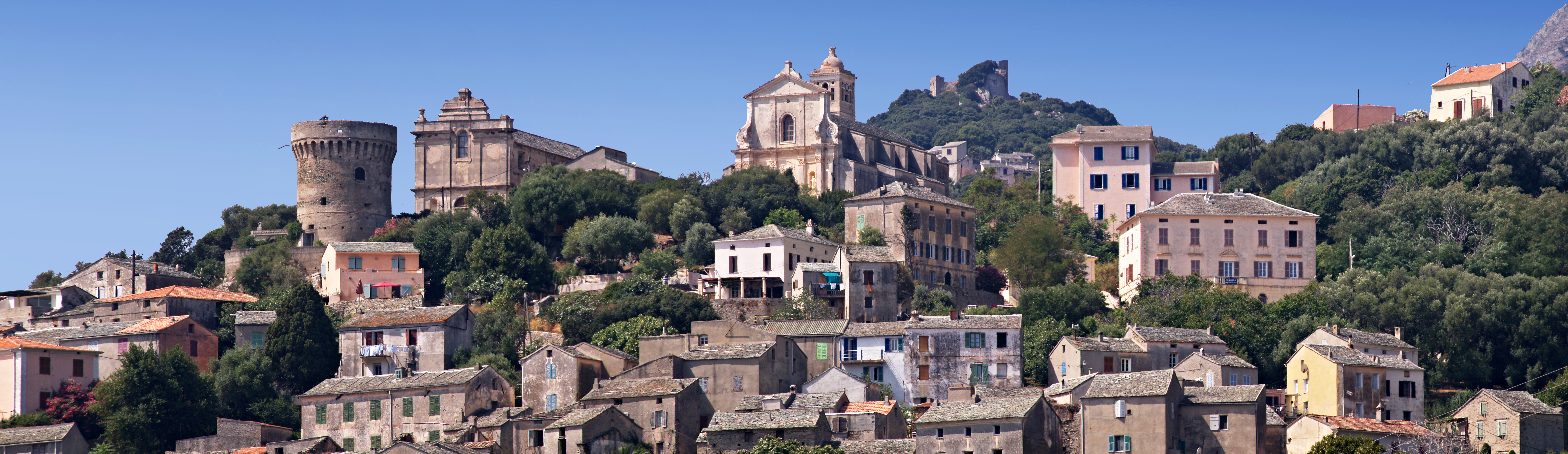
Panorama de Bettolacce.

#### La Chjappella
La Chjappella occupe le tiers nord de Ruglianu. C'est une ancienne communauté sans agglomération, qui a été habitée de l'époque romaine au XVIe siècle (débris de tuiles romaines et rejets d'olivier découverts). S'y dresse encore un des anciens phares religieux de la Corse : la Pieve Santa Maria Assunta della Chiapella du XIe siècle, église principale ruinée par les Maures vers 1568, reconstruite peu après mais sur l'emplacement d'un sanctuaire paléochrétien.
Le territoire
La Chjappella comporte des basses collines alignées du nord au sud, depuis la pointe d'Agnellu jusqu'au Stanti (296 m), formant une ligne de crête avec la Cima di a Campana (187 m), A Turetta (241 m), Mandriula (246 m), et Puritondu (240 m). À l'ouest de cette ligne, se situent les lieux-dits Padule et Cala, site fréquenté par les oiseaux en période de migration. De Stanti, une ligne de crête part en direction de la baie de Tamarone, suivant la crête d'A Montana (233 m) puis la crête de Lischisoghji (140 m).
Une cuvette est ainsi formée entre la pointe d'Agnellu, la baie de Tamarone et la mer. Ce territoire, occupé par les vallons des ruisseaux Fiume Piane Morase, Fiume di Terre di Mezzu, Fiume Cugliolu, et Fiume Barolasco, est couvert de quelques bois et de maquis, avec de grandes parcelles démaquisées, cultivées de plantes fourragères.
Au pied de la colline a Turetta (cima di a Campana - 247 m), on peut voir les ruines de Santa Lumbiana, église très ancienne qui s'appelait peut-être autrefois San Culumbanu. Un sentier (à emprunter à hauteur de la tour Santa Maria), long de deux kilomètres, permet d'y accéder.
La façade littorale

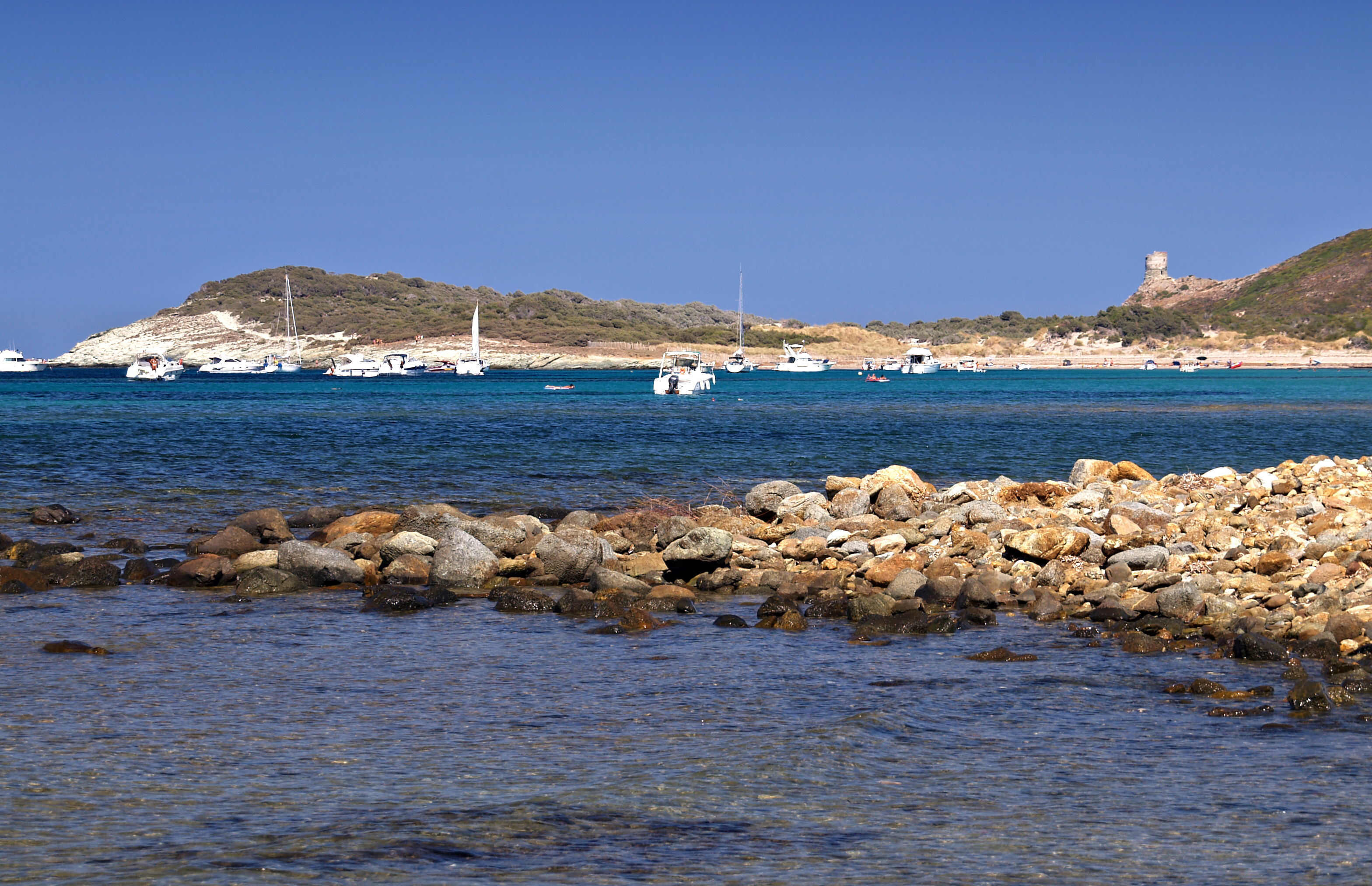
La pointe d'Agnello avec sa tour.

Au fond de la baie éponyme, Tamarone est une grande plage au milieu de laquelle le ruisseau de Barolasco a son embouchure. Au nord de la baie existaient autrefois la marine de Tamarone ainsi qu'un petit castel. Ils furent détruits au XVIe siècle par les Barbaresques. Il ne reste plus rien du castellucciu qui protégeait la marine. La chapelle Santa Restituta située à moins d'un kilomètre à l'ouest fut également ruinée. Elle aurait remplacé un sanctuaire très ancien car le site de Tamarone était habité à l'époque romaine et couvert de vignes.
À 500 m au nord de Santa Maria Assunta, se dressent dans la mer les ruines de la tour della Chiapella du XVIe siècle qui fut éventrée en 1796 par des bombardements anglais.
À 400 m au nord-est de la tour, se situe la plage de Cala Genovese, et 400 m plus loin, séparée par Punta Vecchia, est la plage de Cala Francese. S'y trouvait autrefois un port romain comblé par le fiume di Terra di Mezu. « S'agirait-il de l'antique agglomération de « Sacrum Premontorium » de Ptolémée ? où culte était rendu à Artémis au VIe siècle avant notre ère ».
Au nord-ouest du monte Bughiu (obscur en français) (33 m) voisin, les ruines d'un oppidum du IIe siècle av. J.-C. ont fait l'objet de fouilles archéologiques. Le site a livré tessons d'amphores, céramiques, débris de tuiles, etc.
Plus au nord-ouest, à 800 m du Bughiu, est la baie de Capensola. Au sud de cette baie, dans l'anse de Piane Morese où se jette à la mer le fiume éponyme, les Barbaresques faisaient aiguade (approvisionnement en eau douce pour les navires). Gênes mit fin à ce privilège en 1571.
Tout au nord de la Chiappella, se dresse la tour d'Agnello, bien conservée. Peu au large, entre la Giraglia et Barcaggio (Ersa), ont été repêchés de multiples fragments d'amphores, de dolia, de structures et de matériels d'armement du navire, qui ont été déposés au musée de la Corse à Bastia.
La plage de Cala se situe à l'extrême nord-ouest de la commune. Ses dunes sont colonisées par des buissons de genévrier de Phénicie aux baies rouge.
La Chjappella ne renferme plus aucun village. La plus grande partie est protégée, classée en réserve naturelle sous le nom « Pointe du Cap Corse ». Elle comprend également les Îles de Finocchiarola.
Les limites terrestres
À l'ouest, le ruisseau l'Acqua Tignese sépare Ersa de Ruglianu, depuis son embouchure dans la mer Ligure, jusqu'au sud de La Chjappella, soit à l'altitude 76 m de son cours. Cette limite est celle septentrionale de l'actuelle commune.
Au sud, la colline dominant a Montana et la crête de Lischisoio qui descend jusqu'à la mer au sud de la plage de Tamarone, délimitent la Chiappella et l'ex San Colombano.

##### Les îles Finocchiarola

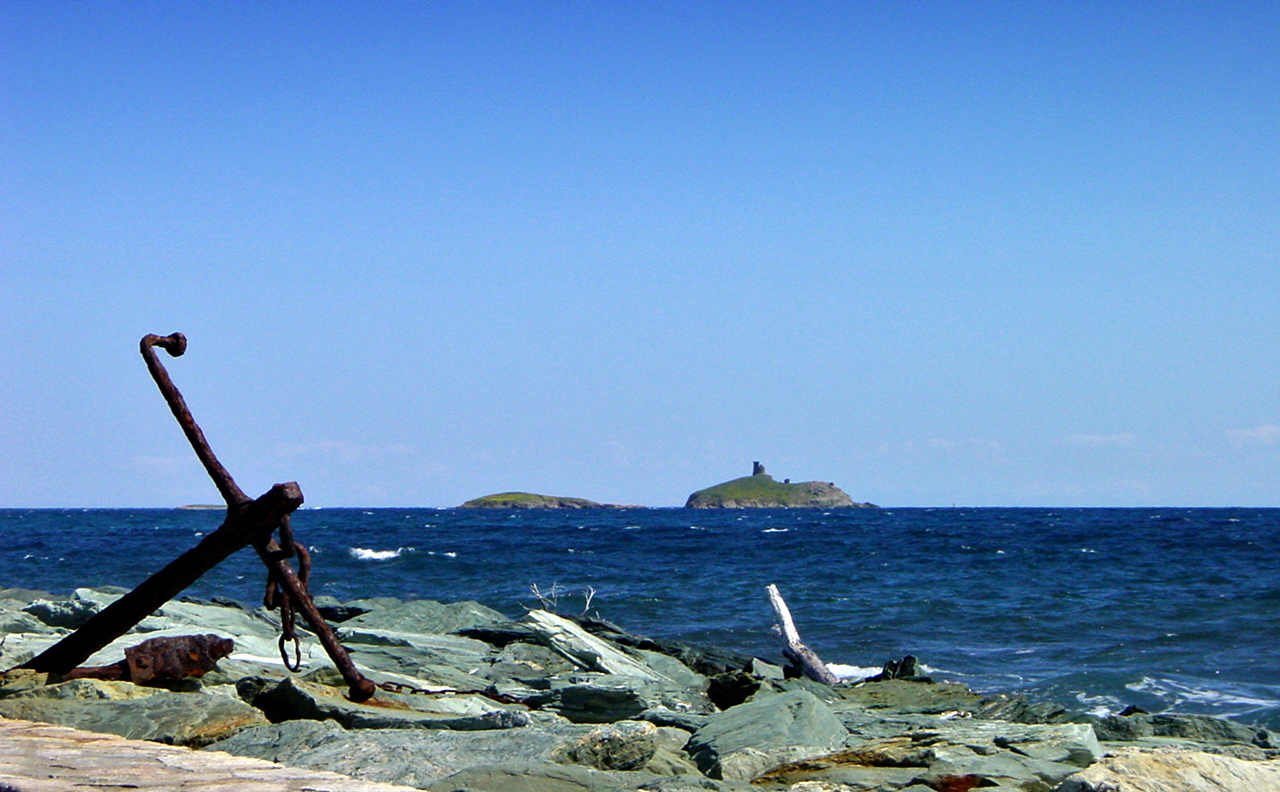
Îles Finocchiarola.

A Terra, Mezzana et Finocchiarola, les trois îles de Finocchiarola, à la limite septentrionale de la baie de Tamarone, juste avant le port de Santa-Maria, constituent une réserve naturelle de 3 ha, riche en oiseaux et marquée par un micro-climat d'asphodèles, de poireaux et de fenouils sauvages. Leur nom est d'ailleurs tiré du corse finochju (ou finocchiu, finogiu), fenouil. Elles sont interdites d'accès du 1er mars au 31 août afin de protéger le goéland d'Audouin qui vient s'y reproduire.
Une épave massaliète a été découverte par 54 m de profondeur, près de la tour Finocchiarola. Selon l'étude menée sur une amphore prélevée, l'épave daterait de la fin du IVe siècle av. J.-C..

#### L'ex San Colombano d'Augliani
Le territoire

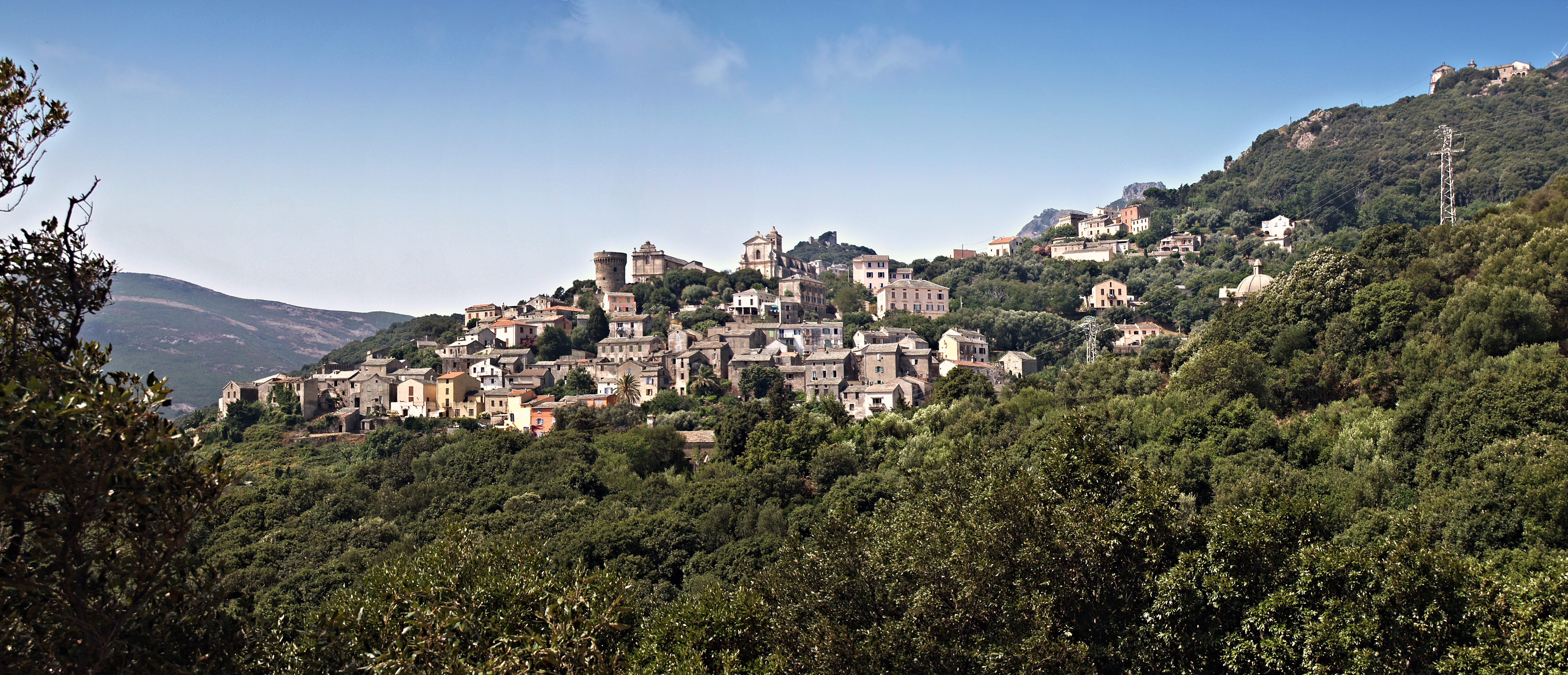
Panorama de Bettolacce et d'Olivo.

L'ancienne communauté de San Colombano qui occupe la partie méridionale de l'actuelle commune, comporte :
- au sud, le bassin versant du ruisseau de Gioielli. Ce fiume qui est le plus important de Rogliano, naît sous le Monte di e Castelle (602 m) au sud-ouest de la commune et a son embouchure au sud du port de Macinaggio, là même où existait le port romain de Tamina ruiné par les Lombards au VIIIe siècle. C'est sur les hauteurs du versant à l'adret de la vallée qu'ont été bâtis l'ancien village de Bettolacce et ses hameaux. Au XVIIIe siècle, Macinaggio est devenu un port actif ; son développement urbain est récent.
- au nord, le bassin versant du ruisseau de Molinello qui naît au sud de la colline u Carubellu et se jette à la mer au sud de la plage de Macinaggio. Hormis le bord de mer, ce vallon est désert.
- à l'ouest, soit une grande partie du bassin versant de l'Acqua Tignese, celle située à l'ubac du vallon est totalement déserte.

Un chaînon montagneux sépare la vallée du ruisseau de Gioielli de la haute vallée de l'Acqua Tignese. Orienté SO-NE, il comporte la serra de Pietraggine (476 m) au sud, Monte di u Poggio (529 m) au centre et u Pinzalone (420 m) au nord. Un parc d'éoliennes a été installé sur les crêtes à la fin de 2000 (7 sur Rogliano et 13 sur Ersa).
La façade littorale

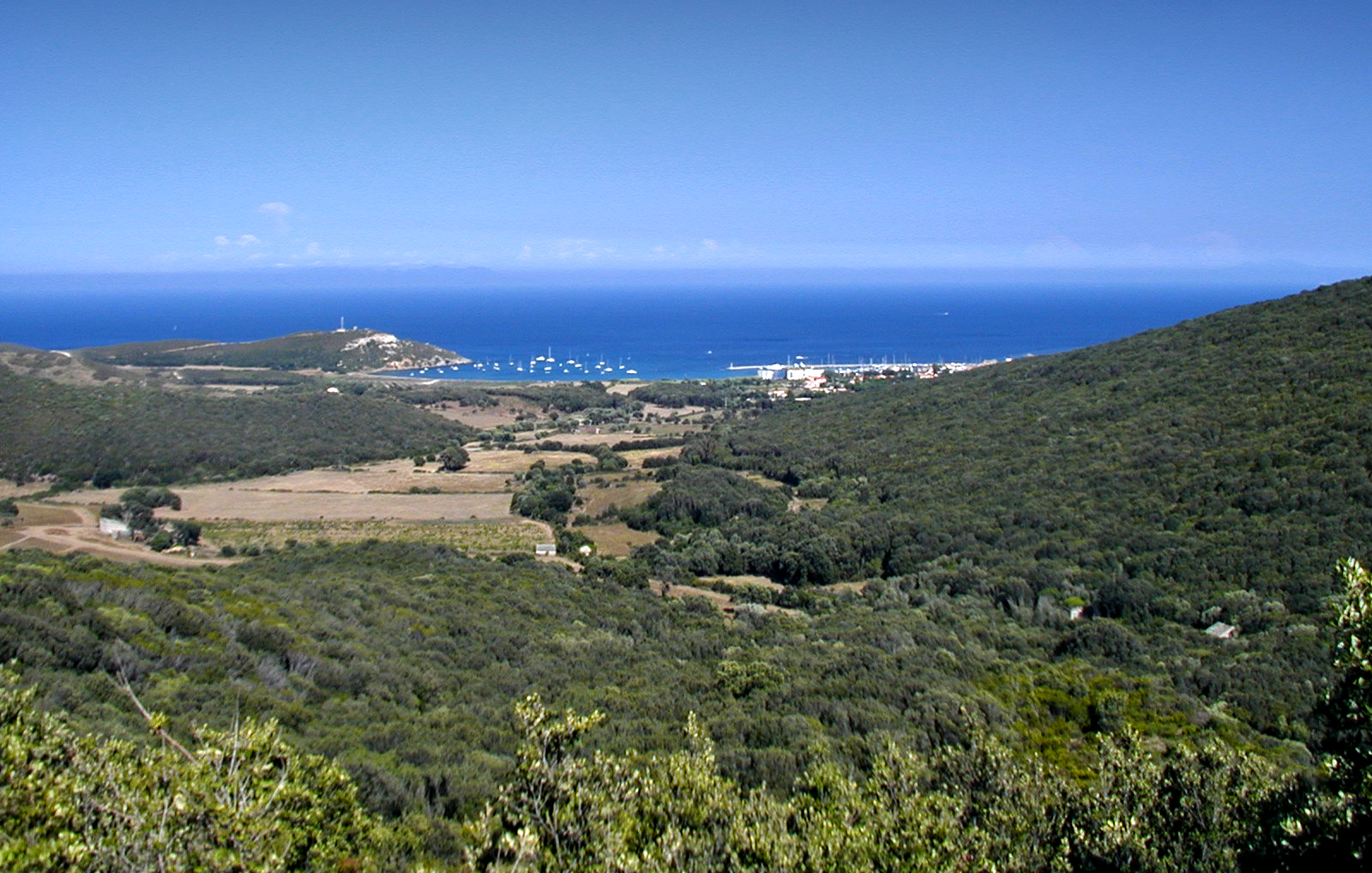
Le vallon de Molinello et Macinaggio.

De Tamarone au nord à l'embouchure du Fiume de Gioielli au sud où se situe le port de Macinaggio, ce sont environ trois kilomètres de côte, comportant la baie de Tamarone et la baie de Macinaggio. Entre les deux plages, la côte est déchiquetée, avec la Punta di a Coscia. Deux ruisseaux se jettent à la mer dans la baie de Macinaggio : le ruisseau de Molinello qui termine sa course sous le nom de Fiume di Vallinco et le Fiume di Stagnoli, au nord de la plage.
Le littoral a été très peu habité de façon permanente jusqu'au XVIIIe siècle en raison des incessantes invasions barbaresques. Macinaggio fut un port très actif du temps de la marine à voile, soit jusqu'à la fin du XIXe siècle. Mais d'importants facteurs ont précipité le déclin de sa prospérité : en 1859 Macinaggio est relié à Bastia par la route, et Bastia relié à la Provence par des bateaux à vapeur. De plus la loi de 1818 taxant les exportations corses précipita la fin des échanges Corse-Italie.
De Macinaggio démarre le sentier des douaniers qui suit toute la côte, de Rogliano à Centuri.
Les limites terrestres
Les limites territoriales de San Colombano, qui sont au sud les mêmes que celles de l'actuelle commune, sont définies :
- à l'ouest, par une ligne qui démarre du ruisseau Acqua Tignese pour rejoindre le Rocher de Serella, « à cheval » sur les communes d'Ersa, de Centuri et de Rogliano, en une ligne droite passant par la Pointe de Suali (207 m) et le Monte di San Sisto (263 m). Du Rocher de Serella, la démarcation prend la direction Sud, contourne à l'ouest Monte di e Castelle (602 m), pour atteindre Punta di Razzeta (452 m) ;
- au sud, par une ligne de crête allant vers l'est depuis Punta di Razzeta jusqu'à Punta di a Funa (444 m), « à cheval » sur les communes de Rogliano, Tomino et Meria ;
- au sud-est, la démarcation descend une ligne de crête jusqu'au lit du ruisseau de Gioielli, à hauteur du grand bassin d'alimentation en eau de la marine de Macinaggio. De là, elle suit jusqu'à la mer la rive sud du ruisseau de Gioielli.

### Hydrographie
Le cloisonnement du relief forme plusieurs petits bassins fluviaux de capricieux torrents desséchés en août dans la partie inférieure de leurs cours, mais très volumineux l'hiver et au printemps. Aucun d'entre eux ne figure dans la base SANDRE. Les plus importants sont :
- l'Acqua Tignese,
- le fiume de Gioielli,
- le ruisseau de Mulinellu qui naît au sud de la colline u Carubellu et termine sa course sous le nom de fiume di Vallinco,
- le fiume di Stagnoli, au nord de la plage.

Pour ses besoins en eau, la commune dispose de trois réservoirs : un sur le flanc du rocher de Serella, un au nord de Vignale et un à San Giorgio. Un grand bassin alimenté par le ruisseau de Gioielli a été créé pour satisfaire aux besoins en eau de la marine de Macinaggio en période estivale.

### Climat et végétation
Le Cap Corse bénéficie d'un climat méditerranéen maritime aux écarts thermiques modérés, avec des hivers plus chauds et des étés plus tempérés que partout ailleurs dans l'île. L'hiver il ne gèle que rarement. L'été le pouvoir rafraîchissant de la montagne est faible car les sommets sont peu élevés ; mais l'exposition est importante : à l'umbria (ubac), l'été est moins brûlant qu'à la sulana (adret).
Le vent dominant est le libeccio, sec, violent, soufflant de l'ouest environ 130 jours l'an, et souvent mêlé au punente, autre vent d'ouest. Des rafales supérieures à 200 km sont parfois relevées à l’extrémité du Cap.
Les précipitations sont moins fortes au nord du Cap et sur le littoral qu'au sud et en montagne.
Le tapis végétal ne présente pas de forêts, seulement quelques bosquets de chênes verts et d’oliviers, mélangés au maquis méditerranéen. Il a subi de fréquents incendies en fin d'été, qui ont ravagé en grande partie tout le littoral de la façade orientale du Cap. Aussi, les collines sont dénudées.

## Urbanisme

### Typologie
Au 1er janvier 2024, Rogliano est catégorisée commune rurale à habitat dispersé, selon la nouvelle grille communale de densité à sept niveaux définie par l'Insee en 2022.
Elle est située hors unité urbaine et hors attraction des villes,.
La commune, bordée par la mer Méditerranée, est également une commune littorale au sens de la loi du 3 janvier 1986, dite loi littoral. Des dispositions spécifiques d’urbanisme s’y appliquent dès lors afin de préserver les espaces naturels, les sites, les paysages et l’équilibre écologique du littoral, tel le principe d'inconstructibilité, en dehors des espaces urbanisés, sur la bande littorale des 100 mètres, ou plus si le plan local d’urbanisme le prévoit.

### Occupation des sols
L'occupation des sols de la commune, telle qu'elle ressort de la base de données européenne d’occupation biophysique des sols Corine Land Cover (CLC), est marquée par l'importance des forêts et milieux semi-naturels (85 % en 2018), néanmoins en diminution par rapport à 1990 (87,1 %). La répartition détaillée en 2018 est la suivante : 
milieux à végétation arbustive et/ou herbacée (65,4 %), espaces ouverts, sans ou avec peu de végétation (10,8 %), prairies (8,8 %), forêts (8,8 %), zones urbanisées (3,4 %), eaux maritimes (1,6 %), cultures permanentes (0,9 %), zones agricoles hétérogènes (0,4 %). L'évolution de l’occupation des sols de la commune et de ses infrastructures peut être observée sur les différentes représentations cartographiques du territoire : la carte de Cassini (XVIIIe siècle), la carte d'état-major (1820-1866) et les cartes ou photos aériennes de l'IGN pour la période actuelle (1950 à aujourd'hui).

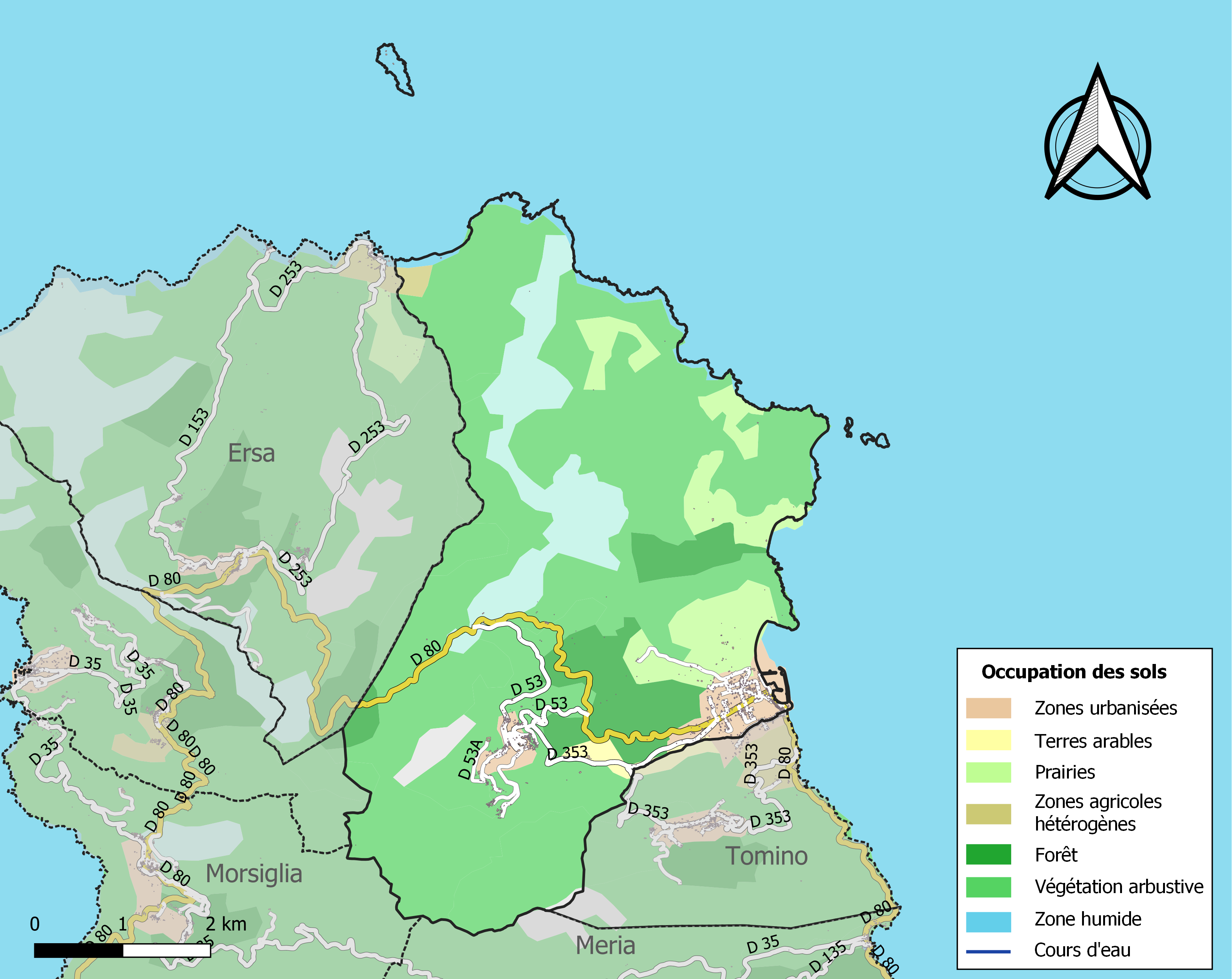
Carte des infrastructures et de l'occupation des sols de la commune en 2018 (CLC).

#### Bettolacce

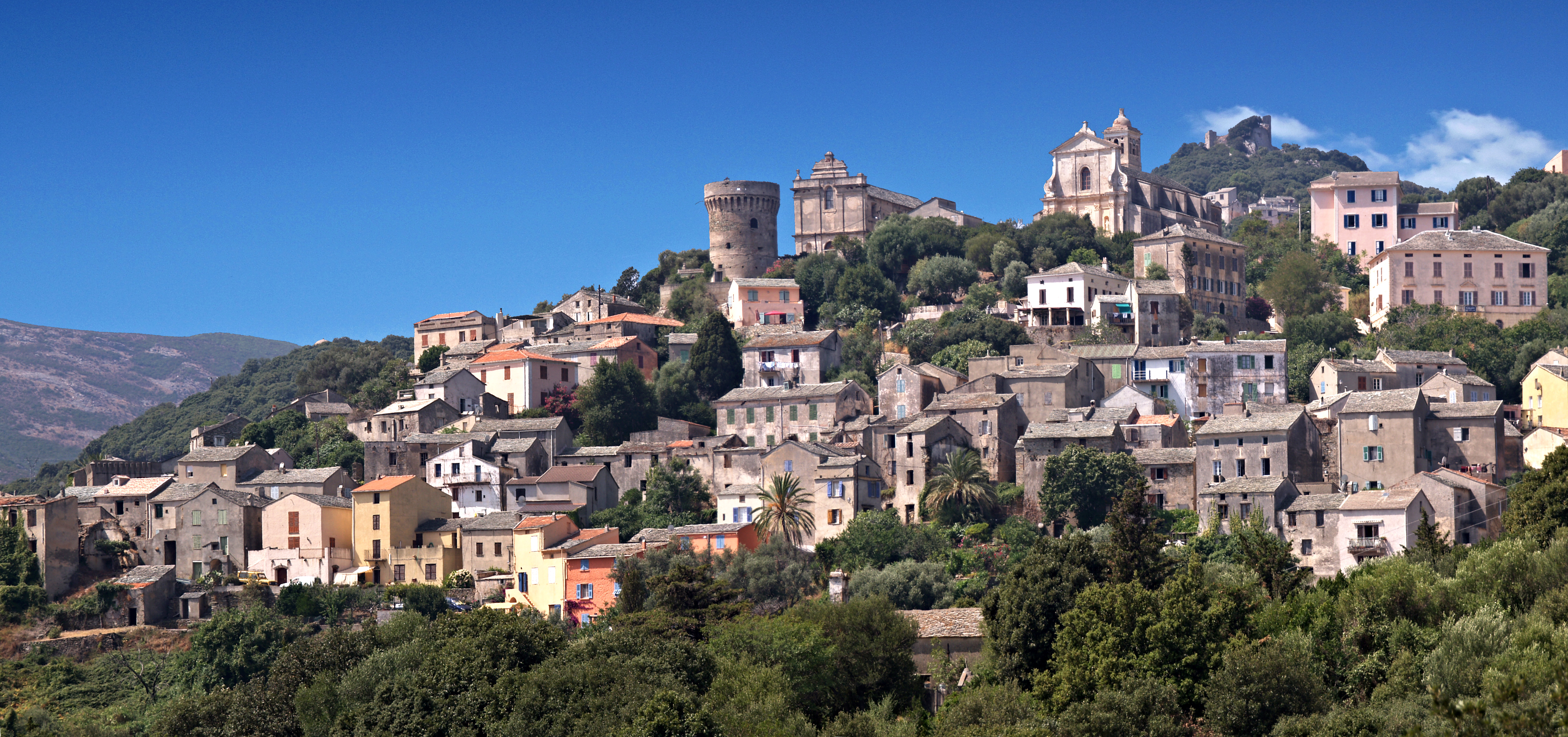
Vue de Bettolacce.

Bettolacce (Bettulacce en corse) est un gros village formé des quartiers de Casale, Torino, Bettula et Lecce. Son nom vient d'ailleurs de la fusion de Bettula et Lecce, autrefois villages, qui signifient « taverne » et « chêne vert ».
Chef-lieu communal, Bettolacce présente de nos jours encore d'imposants édifices reflets de sa grandeur passée. Le village est dominé par la tour génoise ronde della Parocchia, un remarquable édifice fortifié du XVe siècle, en bon état, classé au titre des Monuments historiques. À l'ouest, sur une terrasse au-dessus, se dresse la grande église Sant'Agnellu datant du XVIe siècle qui recèle de nombreuses œuvres classées. Au nord, près du cimetière dominant le village, l'ancienne chapelle de confrérie Santa Croce, classée elle aussi, présente sa grande façade surmontée d'un fronton. Elle constitue l'actuelle Maison des jeunes. Il s'y trouve aussi la chapelle Saint-Jean (San Giovanni).
Le village est traversé par le « Chemin de l'impératrice », la route D 53 ainsi nommée en souvenir de la visite d'Eugénie de Montijo, l'impératrice Eugénie, à son retour de l'inauguration du canal de Suez, le 2 décembre 1869, qui en finança la réalisation. En remerciement de l'accueil enthousiaste que lui avait réservé la population, l'impératrice Eugénie fit ouvrir l'actuelle route de Rogliano à Macinaggio et offrit aussi la balustrade du chœur de l'église Sant'Agnellu.

#### Campianu
Au nord de Bettolacce, en descendant le "Chemin de l'impératrice" qui mène à la plaine, se trouve le hameau de Campiano (Campianu en corse) avec la chapelle Sant'Andrea, et plus bas, isolée, la chapelle San-Guglielmu.
Plus bas encore à l'est, à 3 km de Macinaggio, à la jonction des routes D 80 et D 53, se trouve la chapelle Sant'Anna. Entre ces deux dernières chapelles, au nord de la D 53, les ruines d'un moulin à vent se dressent au sommet de la colline San Bernardinu (209 m).
À 800 m au nord-est de la chapelle Sant'Anna, on retrouve en plein maquis les ruines de la chapelle San Giorgio qui avait été bâtie sur un sanctuaire roman. Son abside est toujours couverte de lauzes. Saint-Georges appartenait au village disparu de Casersa (ou Casera) au nord duquel se trouvait l'antique bourgade romaine de Vicus Aurelianus, nommé par la suite Aureglianu, L'Origlia, Auria, qui fut saccagé en 457 par les Vandales. Une route romaine reliait Auria à Centuri.

Au nord d'Auria est l'ancien domaine de Montana qui couvre les lieux-dits Montana, Montanacciu et Teja-Montana. Ce vaste domaine, jadis propriété des Bénédictins de la Gorgone, a été affermé en 1277. Il sera ruiné par les Barbaresques au XVIe siècle.
À l'ouest du domaine, à 175 m d'altitude entre le mont Stanti et u Carubellu, deux sommets de serpentine lamellaire (ou antigorite), se situe la chapelle Sant'Erasmo ruinée. Celle-ci d'origine préromane remplaçait un ancien sanctuaire du Xe siècle, proche du site de Vighjetu. Viagettu est un village qui avait été fondé deux siècles avant notre ère et qui, vraisemblablement, a été ruiné au XVIe siècle par les Barbaresques.
À 800 m au nord de Campianu, entre les routes D 80 et D 53, demeurent les ruines de la chapelle Sainte-Catherine.

#### Quercioli

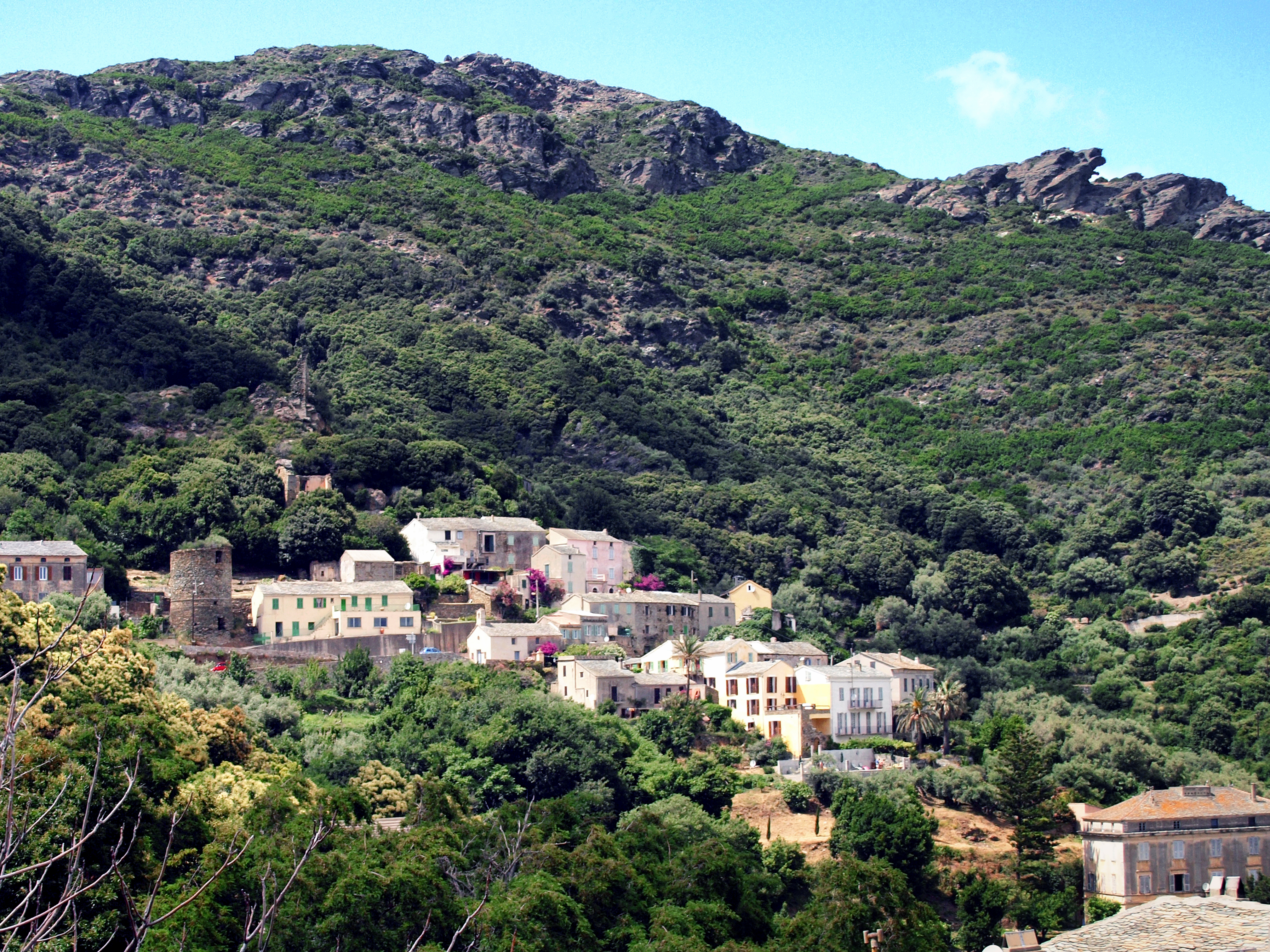
Quercioli.

Quercioli est situé au nord-ouest de Bettolacce. il est traversé par la route D 53. Le village, dominé par une tour carrée ruinée, possède une tour génoise ronde en bon état ainsi qu'une chapelle San Roccu du XVIIe siècle.

#### Olivo

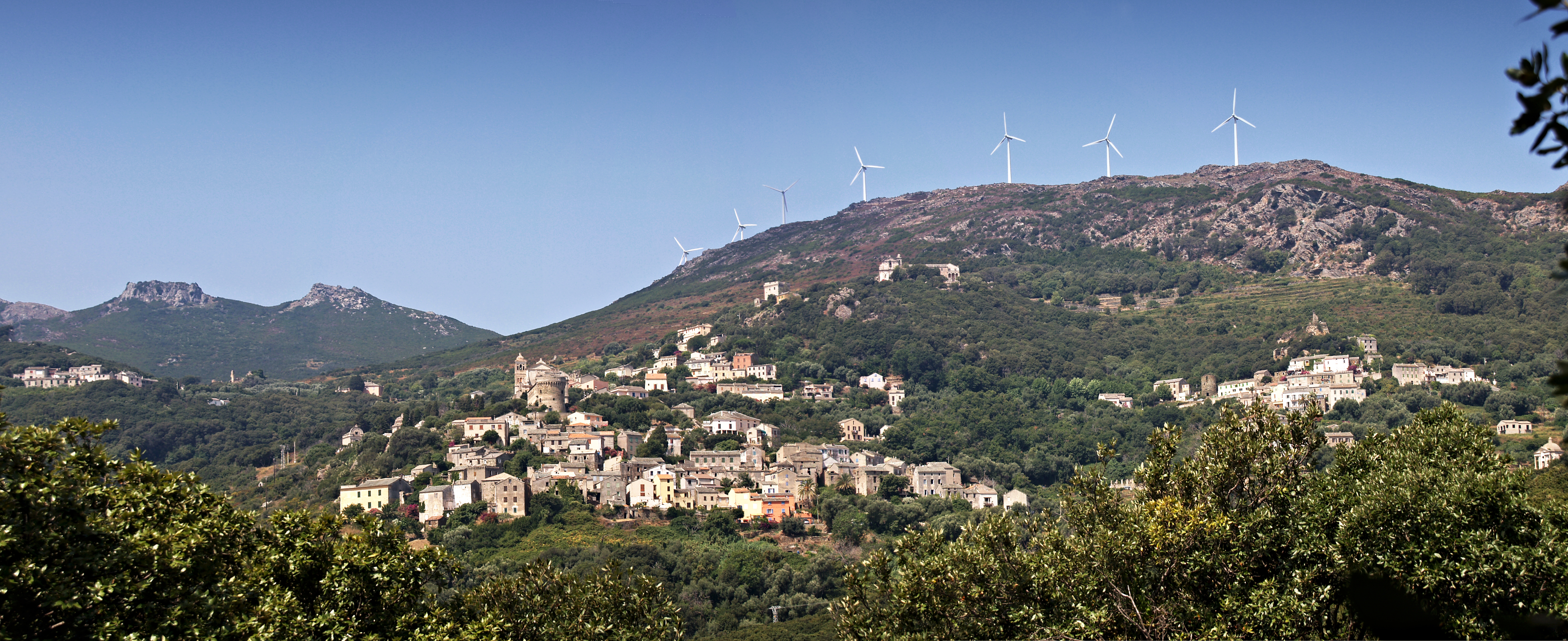
Vue d'ensemble du village. À gauche, le Monte di e Castelle.

Olivo (Olivu en corse) (qui signifie olivier), est un village pourvu de deux tours carrées, l'une est en ruine et l'autre reste habitée. Il se situe à l'ouest de Bettolacce.
Il est prolongé à l'ouest par le quartier de Vignalello (qui signifie « petit vignoble ») qui se trouvent au pied de la tour du Cap. Un lavoir municipal se trouve à la sortie sud.

#### Vignale
Vignale signifie vignoble. Ce hameau se situe à environ 400 m au sud-ouest de Bettolacce, proche de 150 m du Castellacciu San Colombano construit au XIIIe siècle par Ansaldo da Mare, amiral de la flotte de Frédéric II, démantelé en 1554 par les Génois, et qui constitue aujourd'hui une vaste ruine.
À proximité, sur le site des anciennes écuries du Castellacciu, au pied des ruines du château fort, le seigneur Pierre-Jean de Negroni, premier époux de Barbara Da Mare, édifie en 1556 le Castello San Colombano, le château des Negroni (descendants des Da Mare). Ses trois étages et douze chambres furent occupés en permanence de 1556 à 1947. En 1829 y naquit le général Pascal De Negroni. En 1870, alors qu'il était colonel à la tête du 5e régiment de cuirassiers, il avait mené à Reichshoffen une des célèbres chevauchées de cuirassiers. Le castello brûla en 1947 dans un feu de broussailles qui ravagea tout le secteur.

La chapelle Sainte-Lucie se dresse dans le village.
Au nord-ouest du Castellacciu, sont visibles les anciennes terrasses de culture (lenze) couvrant jadis les pieds de la Serra di Pietraggine en dures serpentinites. La serra porte ce nom en souvenir d'un antique oratoire à Janus.
Au pied du Castellacciu existait Borgo, un important village moyenâgeux disparu, où de 1359 à 1378, s'étaient retirés les seigneurs Da Mare dépossédés par la révolte populaire de Sambucucciu d'Alandu.
À 500 m au nord de Vignale, se dresse à 330 m d'altitude la « tour du Cap », nom donné à la tour de Barbara Da Mare, fille de Giacomo Santo II. Cette tour carrée du XVIe siècle est dite encore Torre San Colombanu. Elle fut de 1592 à 1761, la résidence des gouverneurs génois et le centre de la Pruvincia di Capu Corsu. Elle appartient aujourd'hui à l'écrivain François de Negroni, descendant des Da Mare.
À 50 m au nord de la tour du Cap, tout à l'ouest de Bettolacce, se trouve l'ancien couvent San Francesco construit en 1520. Restauré en 1711, il est désaffecté depuis 1789. Au XVIIIe siècle il était occupé par 15 observantins. L'église, au clocher délabré, abrite de nos jours des tombeaux.
Monte di San Sisto (263 m), en limite occidentale de la commune avec Ersa, dominait jadis un village du nom de Tugno, village disparu depuis longtemps. Tugno possédait une église San Sisto (ou Xysto) et un petit castellucciu. Il existait déjà deux siècles avant notre ère.

#### Magna Suprana
Le hameau de Magna Suprana (Magna Suprana en corse), au nord-ouest de Magna Sottana, se trouve sur le site romain de Vicus Aurelianus. Il a été fondé dit-on 6 siècles avant notre ère. Il possède la chapelle Santu Pietru. Le hameau est dominé au nord-ouest par la crête portant les ruines du Castellacciu San Colombano. La chapelle de la Madona delle Grazie se trouve au lieu-dit Stanziasca, sur le chemin dit de Strenna menant à Vignale.

#### Magna Suttana
Magna Suttana (Magna Suttana en corse) se trouve au sud de Bettolacce. À l'entrée du hameau se dresse l'église Santa Chiara. Au nord du hameau, sur l'emplacement d'un sanctuaire préroman (IXe siècle) proche d'un bourg antique, se trouve la chapelle ruinée San Cosmo e San Damiano (Saints-Côme-et-Damien), datée du XVIe siècle, avec son campanile isolé, haut de 8 m et sans cloche. Incendiée, l'église présente un clocheton du XVIe siècle érigé sur le fronton ouest de la façade.

#### Macinaghju

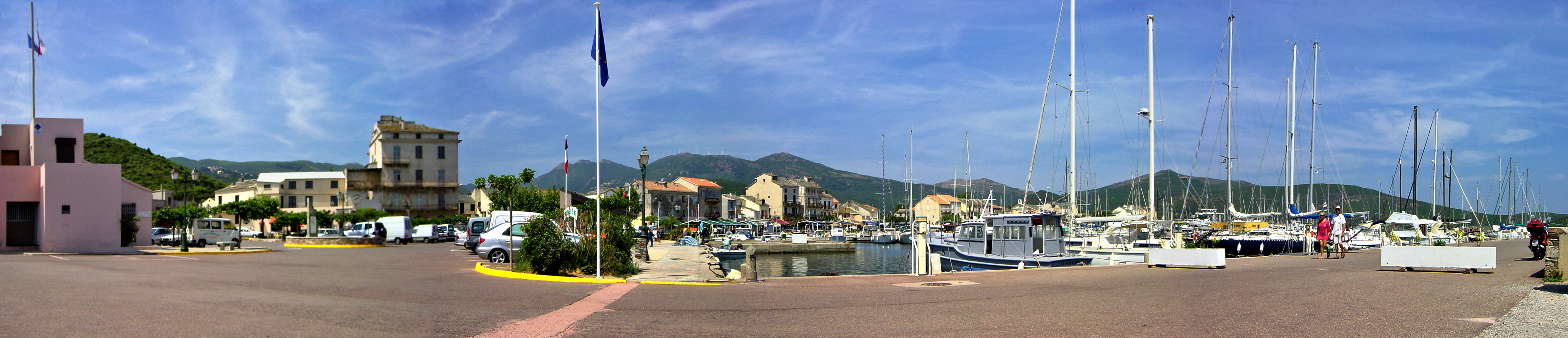
Panorama de la marine de Macinaggio.

Macinaghju (Macinaghju en corse) est la marine de Rogliano. Elle est le premier port de plaisance du Cap Corse et le deuxième port de pêche après Centuri. On y trouve la chapelle Saint-Marc.
Macinaggio perpétue sa tradition maritime avec son port de plaisance de 585 anneaux. Il est bâti sur l’ancien port de pêche et de commerce, qui fut l'un des ports de Corse les plus actifs au XIXe siècle. Ce fut aussi le lieu de nombreux débarquements historiques. À la Maison du Port qui abrite l'office de tourisme, sont déposés les trouvailles des sites archéologiques.
La commune est dotée :
- d'un port de pêche et de plaisance de 585 postes à quai, avec capitainerie, à Macinaggio ;
- d'infrastructures hydrographiques :
  - un grand bassin dans la vallée du ruisseau de Gioielli ;
  - trois réservoirs d'eau, sur le flanc du rocher de Serella à l'ouest de Bettolacce, à Vignale et San Giorgio ;
  - une station d'épuration à Bettolacce ;
  - une station de pompage à Macinaggio ;
- d'un parc de sept éoliennes sur la crête de la serra di Pietraggine.

La déchetterie la plus proche est située à Ersa, ouverte depuis le 1er janvier 2009.

### Voies de communication et transports

#### Accès routiers
La commune est traversée par la route D 80 qui mène à Tomino et à Meria, communes limitrophes au sud, et grimpe vers Ersa à l'ouest. Les hameaux de piémont sont également desservis par la RD 353 et des chemins communaux.
Rogliano est distant, par route, de :
- 4 km de Macinaggio,
- 8 km d'Ersa,
- 12 km de Centuri,
- 20 km de Luri,
- 34 km de Brando,
- 39 km de Canari,
- 40 km de Bastia,
- 49 km de Nonza,
- 68 km de Saint-Florent,
- 89 km de Cervione,
- 108 km de Corte,
- 112 km d'Aléria,
- 113 km de L'Île-Rousse,
- 137 km de Calvi,
- 169 km de Vico,
- 183 km de Porto-Vecchio,
- 187 km d'Ajaccio,
- 211 km de Bonifacio,
- 218 km de Sartène,
- 221 km de Propriano.

Au XIXe siècle, la route nationale 198 s'étendait sur 255 km, de Bonifacio à Saint-Florent, après le tour du Cap Corse. Elle traversait Porto-Vecchio, Solenzara, Ghisonaccia, Aléria, Folelli, Casamozza, Bastia, Erbalunga, Santa-Severa, Macinaggio, Pino et Nonza. Au-delà de Bastia et jusqu'à Macinaggio, la route départementale 2 existante (classement du 29 septembre 1835), a été reclassée en 1855 comme partie intégrante de la route impériale 198. Les travaux de construction se sont déroulés de 1827 à 1859. Avec la mise en service de la RN 198 (Bonifacio - Saint-Florent par le Cap), la D 2 a été absorbée par la voie nationale. La portion faisant le tour du Cap depuis Bastia à Patrimonio, est devenue la D 80.

#### Transports
Jusqu'au XIXe siècle, Macinaggio était un port de pêche et de commerce qui fut l'un des ports de Corse les plus actifs du temps de la marine à voile. Aujourd'hui Macinaggio, qui est la marine de Rogliano, est un port de pêche et de plaisance important car le plus proche du continent italien.
Il n'existe pas de moyens de transports de voyageurs. Par la RD 80, Macinaggio est distant de 35 km de Bastia, ville dotée d'un port de commerce, d'une gare des CFC et de l'aéroport de Bastia Poretta.

## Toponymie
Le nom corse de la commune est Ruglianu [ruˈʎaːnu].
L'origine étymologique de Rogliano vient de l'antique bourgade romaine Vicus Aurelianus nommé par la suite Aureglianu, L'Origlia. Au Ve siècle Rogliano se nommait Auria (du latin aurum "or", symbole d'une grande valeur). Au IXe siècle, le nom devient Augliani.
Ses habitants sont les Roglianais, en corse Ruglianacci.

## Histoire

### Préhistoire
La grotte di a Coscia, située à l'extrême nord de Rogliano, a livré lors de fouilles archéologiques conduites depuis 1994, une riche faune de mammifères et des traces d'occupation humaine, datées du Paléolithique moyen. La séquence moyenne de la grotte (150 000 à 125 000 ans), contient des foyers construits, un tumulus sous grotte et quelques pièces lithiques probablement taillées et attribuées à l'homme de Néandertal.

### Antiquité
Le site fut occupé depuis l'antiquité. Tout le territoire de Roglianu connut la présence romaine. Le village occupe d'ailleurs l'emplacement de la localité romaine de Vicus Aurelianus, origine étymologique du toponyme. Le village romain fut détruit par les Vandales en 457. On retrouve un gisement d'amphores sur les îles Finocchiarola ainsi que des ruines romaines au nord, près de la chapelle Santa Maria.
Au Ve siècle Rogliano se nommait Auria (du latin aurum "or", symbole d'une grande valeur).

### Moyen Âge

#### Le territoire religieux
Au Moyen Âge, tout le nord du Cap Corse formait la piève de Luri avec une enclave, la piève de Santa Maria della Cappella (ou della Chiappella), détenue par l'abbé de la Gorgone. Ces pièves relevaient de l'évêché de Mariana.

« En 1176, les évêques de Sagone et de Nebbio sont chargés par le pape Alexandre III de régler la controverse qui oppose l'abbé de la Gorgone, détenteur de la piève de Santa Maria della Cappella (ou della Chiappella), et le piévan de Luri à propos des limites de ces deux circonscriptions, de la perception des dîmes et de l'administration du baptême. Il se dégage de la lecture de cet acte que certaines vallées sont disputées entre les deux hommes et que la limite définitive est fixée par les deux parties à la Serra de Pero. Par conséquent, les territoires d'Ersa, de Rogliano, de Tomino et de Meria reviennent à l'abbé et ceux de Luri, Centuri, Morsiglia, Pino et probablement Cagnano au piévan de Luri. »

— Daniel Istria - Pouvoirs et fortifications dans le nord de la Corse : du XIe siècle au XIVe siècle, p. 104.
L'existence de cette piève de la Chiappella fait l'objet de débats au sein des chercheurs. Geneviève Moracchini-Mazel s'appuie sur un acte du Moyen-Âge qui fait porter le titre de 'piève à cette église appartenant à la Gorgone depuis qu'elle avait été donnée à ce monastère par l'évêque de Mariana en 1133 : "...plebem quae dicitur Sancta Maria ad Capellam... plebem Sancte Marie del Capo...".
Une bulle pontificale du pape Paul III en 1538 indique que l'église avait été détruite par la suite des incursions barbaresques ; ce qui laisse entendre que toute la piève avait dû être abandonnée et désertée par ses habitants.
L'église piévane, ou "pieve", de Chjappella était l'église Santa Maria Assunta, située non loin du rivage, près de la tour génoise. Elle a été remaniée vers le XVIIIe s. Elle possède néanmoins des parties anciennes, comme ses absides jumelles "attribuables au XIe s."

#### San Colombano de Rogliano
De la fin du IXe siècle à 1249, San Colombano d'Augliani appartenait au fief des seigneurs De Campo di Luri qui céderont en 1249, le nord du Cap Corse à l'amiral génois Ansaldo da Mare.
Ansaldo da Mare, amiral de la flotte de l'empereur Frédéric II, acquiert en deux fois, pour quatre mille livres génoises, les fortifications de la moitié nord du Cap. La première vente porte sur les châteaux de San Colombano de Rogliano, Filetto et Feniculu qui appartenaient aux Avogari et aux Camilla. La deuxième concerne les fortifications de Motti, Oveglia et Minerbio appartenant à Sozo Pevere qui les a lui-même acquises après un partage avec les Avogari. Trois ans plus tard, en 1249, Sozo Pevere se défait également de ses terres de l'extrême nord.
De 1249 à 1592, même si sa primauté n'apparaît pas dans les actes de vente de 1246 rédigés à Pise, le château de San Colombano de Rogliano (ou San Colombano d'Augliani) est le centre de toute la seigneurie des da Mare. San Colombano devient le fief génois le plus important du Cap Corse.
Bâti sur un éperon rocheux à 357 m d'altitude, dans une volonté de contrôle, mais aussi de dominer l'espace et les hommes, la forteresse surplombait un habitat composé de sept hameaux dans un rayon de moins d'un kilomètre. Sa position lui permettait d'être vu de très loin et de tout voir. Même s'il est relativement éloigné de la côte, Castello San Colombano de Rogliano commandait la petite marine où a été construit depuis le port de Macinaggio, la mer étant la principale voie de communication.
Castello San Colombano de Rogliano apparaît dans la documentation écrite au milieu du XIIIe siècle alors que certains hameaux, qui comptent rarement plus de dix feux, sont mentionnés dès le début du XIIe siècle.
L'édifice était constitué de trois ou quatre pièces et d'une tour quadrangulaire à usage défensif. Le plan de sa tour ne dépasse pas 5 m2. Une citerne d'une capacité variant entre 5 et 10 m3 occupait le rez-de-chaussée de la tour et était surmontée d'une voûte. Dans la courtine sud du château sont disposés des conduits d'évacuation, situés à 4 ou 5 m du sol extérieur. La section de la canalisation du mur d'enceinte sud mesure 32 x 36 cm et celle située à proximité de l'entrée, dans le mur ouest, mesure 28 x 30 cm.

« Pour la construction du château de San Colombano de Rogliano on a, par exemple, utilisé du sable provenant de la plage de Macinaggio, probablement même d'un secteur proche de la Punta di a Coscia. C'est-à-dire que l'on a dû transporter ce matériau sur un peu plus de 4 km. »

— Daniel Istria - Pouvoirs et fortifications dans le nord de la Corse : du XIe siècle au XIVe siècle, p. 104
.
Lors des révolutions populaires du XIVe siècle, le château de San Colombano de Rogliano ainsi que celui de Nonza, échappèrent à la destruction par le peuple, […] afin de tirer parti de leurs marines.
Dans un acte du 29 janvier 1348, les hommes de Rogliano et Meria jurent collectivement fidélité à leur seigneur Babilano da Mare. Ils promettent fidelitatem, homagium et vassalagium… et le versement annuel des impôts affictus et redditus en blé, orge, vin, deniers et épis d'orge en gerbe. Babilano leur assure, à son tour, une protection totale.
En 1524, le fief est partagé entre les enfants de Giacomo-Santo Ier. Georgette, mariée au marquis génois François de Negroni, reçoit le tiers des vassaux ainsi que les tours des Motti (Centuri ?), de Santa Severa, Meria et Macinaggio, le reste revenant à son frère Simon III. Le Cap Corse avait sa propre monnaie.
Quant à La Chiappella, de la fin du IXe siècle à 1197, elle fut aux Peverelli, puis de 1198 à 1249 aux Avogari qui l'ont vendu à Ansaldo da Mare. Mais les fréquentes invasions barbaresques des XVe et XVIe siècles ainsi que les ravages causés par les Turcs de 1555 à 1571 ont poussé les populations encore en place à se réfugier à Rogliano et à Tomino.

### Temps modernes
En 1555 le corsaire turc Acarèse allié de la France base ses galiotes dans l'anse de Cala Francese, d'Agnellu et occupe plusieurs années durant le pays voisin d'Ersa.
En 1592, profitant du désaccord des héritiers de Barbara da Mare, décédée en 1582, le gouverneur génois Augustin Doria s'empare du fief et place le Cap Corse sous tutelle directe de l'administration génoise. Le fief de San Colombano comprenait toute la partie septentrionale du Cap Corse, devient la provincia di CapoCorso. Dans chaque commune des podestats remplacent les gonfalonniers seigneuriaux. Barbara da Mare, fille unique de Giacomo-Santo II, a eu deux maris et deux filles : Madeleine Doria et Lydia Negroni, toutes deux mariées à un De Gentile de Brando. Lydia, l'ainée, recueille les deux tiers du fief pour son fils Paul de Gentile qui, en 1636, vend ses droits à Gênes.
Vers 1600, la "communauté" Rogliano de la seigneurie Da Mare comptait environ 800 habitants. Sur le plan religieux, Rogliano dépendait de l'évêque de Mariana, établi à Bastia depuis 1570 à cause de la permanente menace barbaresque.
Au XVIIe siècle, Rogliano était le centre de la pieve civile du CapoCorso où habitait le lieutenant génois (« Li luoghi del Capo Corso, dalla parte del levante sono Ersa, S.Colombano, Rolliani, ove risiede il Giusdicente, con 5 ville et un convento di Francescani, e la torre Publica » - Francesco Maria Accinelli), et étendait sa juridiction sur tout le nord du Cap Corse, excluant le fief de Canari.

Sur le plan judiciaire, Rogliano relevait de la pieve de Tomino à la tête de laquelle était un « auditeur » dont le rôle est celui d'un juge de première instance.
La pieve religieuse de Rogliano relevait de l'autorité du piévan de Tomino qui était nommé par les Chartreux de Pise. Celui-ci était également responsable des pievi d'Arsia, Barcaggio, la Chiappella et Tomino.
Au XVIIIe siècle, Rogliano dépend du piévan de Luri, une pieve qui, vers 1730, étendait son autorité sur l'ancienne seigneurie San Colombano des Da Mare, devenue en 1592 la province génoise du CapoCorso, mais qui ne comprenait que les lieux habités suivants : Piazze, Poggio, Castiglioni, Castello, Fieno, Castagneto, Spergame, S.Nicolao.

#### Rogliano durant la grande révolte contre Gênes
Les années 1729-1769 sont extraites de la Chronologie écrite par Antoine-Dominique Monti, président de l'ADECEC, publiée par celle-ci en 1979 :
- 1754, 16 février. La commission itinérante (désignée par le Conseil Supérieur, chargée de consolider l'union des Corses contre Gênes) qui avait décidé une marche dans le Capicorsu pour chasser de Roglianu une garnison génoise qui venait de s'y établir, accède au désir de cette province en renonçant à aller au-delà d'Oletta.
- 1757, Pascal Paoli libère en grande partie le Cap Corse de la tutelle génoise. La tour du Cap, dominant Rogliano, ne sera enlevée qu'en 1761.
- 1758
  - 30 octobre. Paoli ordonne aux capitaines et aux habitants des pieve du Capicorsu de s'opposer par les armes aux incursions génoises faites à partir de Bastia ou de Roglianu.
  - 4 novembre. Pietrasanta, toujours « lieutenant » à Roglianu, interdit la publication des ordres de Paoli.
- 1761, début août. Paoli visite le Capicorsu et y séjourne pendant près de deux mois pendant lesquels il organise le siège de Macinaghju, le seul port resté aux mains des Génois. Paoli pensait établir un port près de la tour Santa Maria.
- 1762
  - Avril. Les Génois fortifient San Pelegrinu, qu'ils ont de nouveau occupé, résistent à Macinaghju et conservent l'Algaiola, pendant que les partisans de Matra sont encore dans le fort d'Aléria.
  - 9 mai. Informé des succès des rebelles, Paoli quitte précipitamment le Capicorsu où il faisait le blocus de Macinaghju et surveillait la construction de navires.
- 1767, 6 février. Informé que Ghjiseppu Barbaggi, Acchille Murati (commandant d'Erbalonga) et Ghjambattista Ristori (commandant de Furiani) dirigent des troupes vers Macinaghju, A. Speroni dépêche une felouque au commissaire génois de Capraia pour l'informer d'un débarquement possible et lui envoie de la farine et de l'argent.
- 1767, 3 juin. Dumenicu Arrighi, président de séance, annonce à la consulte la capitulation de Capraia. Un courrier, arrivé la veille de Macinaghju, avait apporté la nouvelle à Paoli.
- 1768, Rogliano devint la capitale de la nouvelle province française du Cap Corse et le chef-lieu de la pieve de Capo Bianco.

#### Rogliano durant la Révolution française
- 1789 - La Révolution crée 83 départements dont celui de Corse, subdivisé en juridictions (ou arrondissements) dont celle du Cap Corse avec pour chef-lieu Rogliano, sous-préfecture du département. En 1790, la pieve de Capo Bianco devient le canton de Capo Bianco avec pour chef-lieu Rogliano. De 1797 à nos jours, Rogliano est le chef-lieu du canton de Rogliano avant que celui-ci ne reprenne en 1973 le nom de canton de Capobianco.
- 1790 - La juridiction du Cap Corse est rattachée à Bastia par mesure d'économie. Rogliano perd alors son tribunal et ses fonctions sous-préfectorales. Le 14 juillet, Pascal Paoli débarque à Santa Maria di a Chjappella, au nord de Macinaghju.
- 1793, le 3 juin - Devenu indésirable à Ajaccio, Napoléon Bonaparte part pour Bastia. À Corte, il rebrousse chemin. Le 4 il est à Bocognano où, le lendemain, il est arrêté par les Paolistes. Il réussit à s’enfuir et, le 6, à la nuit tombante, il est à Ajaccio où il se réfugie chez son parent Ghjuvan Ghjilormu Levie. Le 8, la maison de Levie est visitée sans succès. Dans la nuit du 9, Napoléon quitte Ajaccio par la mer. Le 10, il arrive à Macinaghju. Le 11, il est à Bastia, loge chez Galleazzini et y reste jusqu’au 23.

Une escadre anglaise commandée par l'amiral Nelson bombarde la tour Santa Maria. Le 3 octobre, les Corses, aidés par l’artillerie du navire anglais « le Courageux », désarment et font prisonnière la garnison française de Macinaggio.
Du 15 au 22 novembre, Lacombe-Saint-Michel se met à la tête des troupes pour soumettre le Capocorso. Le 15 il incendie Ferringule, le 19 il est à Nonza, le 20 à Centuri, le 22 à Rogliano.
En 1859 Macinaggio est relié à Bastia par la route et Bastia est alors relié à la Provence par navires à vapeur.

### Époque contemporaine

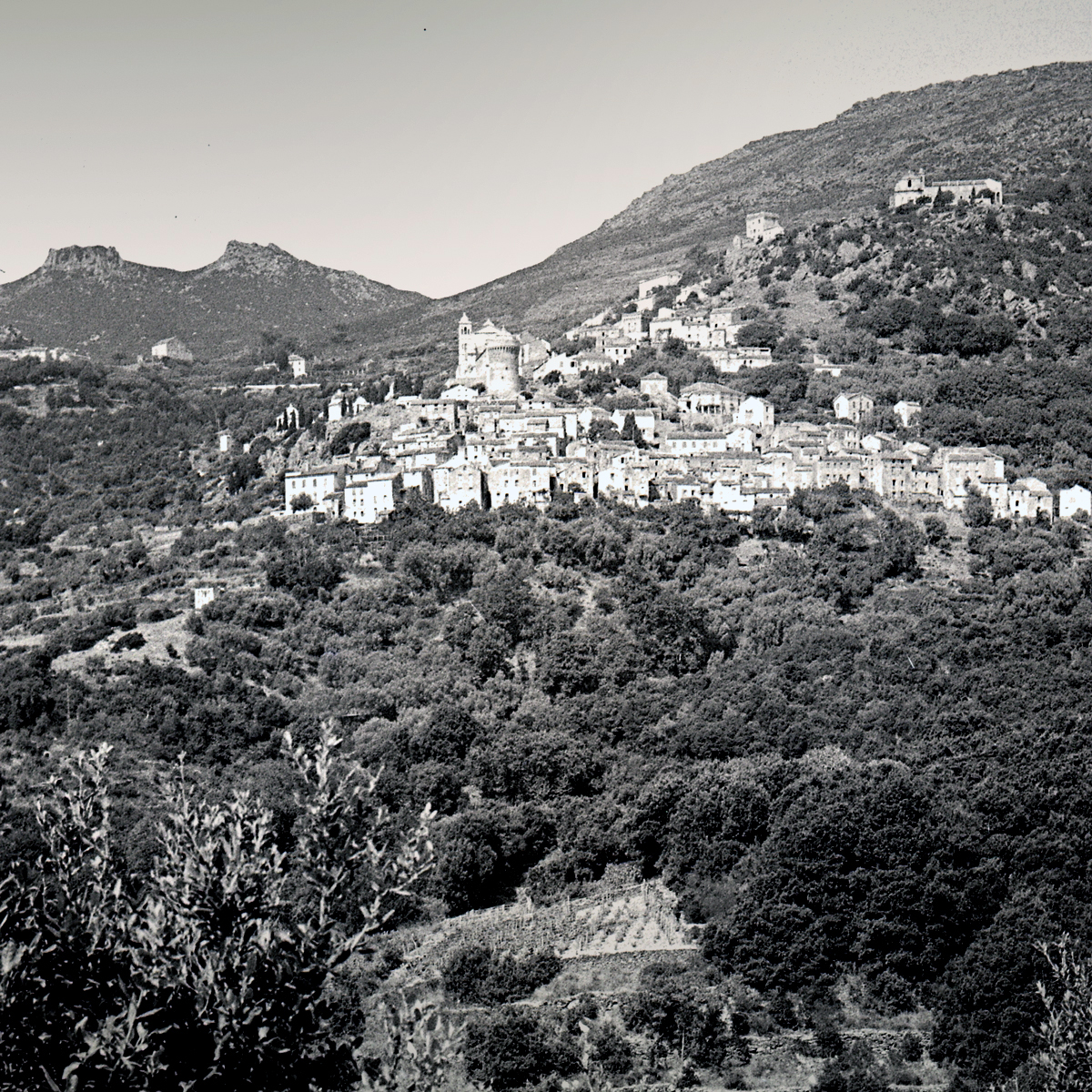
Rogliano au début du XXe siècle.

- 1954 : le canton de Rogliano était composé des communes de Centuri, Ersa, Morsiglia, Rogliano et Tomino. Rogliano comptait alors 513 habitants.
- 1971 - 1973 : de nouveaux cantons sont créés dont le canton de Capobianco, par la fusion imposée des anciens cantons de Rogliano et Luri.
- 1975 est né le projet de créer un complexe touristique de 15 000 lits à Capandula. Ce projet n'aura pas de suite en raison de problème pour son alimentation en eau.

Les problèmes énergétiques étant importants, une ferme d'éoliennes a été autorisée à s'installer sur les hauteurs de la commune.

## Politique et administration

### Liste des maires
| Période                                  | Période  | Identité         | Étiquette | Qualité     |
| ---------------------------------------- | -------- | ---------------- | --------- | ----------- |
| vers 1885                                |          | Charles Blasini  |           |             |
| avant 1988                               | 1991     | Lucien Saladini  | -         |             |
| 1991                                     | 2001     | Antoine Breschi  | -         | -           |
| 2001                                     | 2008     | Pierrette Tomasi | DVG       |             |
| 2008                                     | en cours | Patrice Quilici  | LR        | Agriculteur |
| Les données manquantes sont à compléter. |          |                  |           |             |

## Population et société

### Démographie
L'évolution du nombre d'habitants est connue à travers les recensements de la population effectués dans la commune depuis 1800. Pour les communes de moins de 10 000 habitants, une enquête de recensement portant sur toute la population est réalisée tous les cinq ans, les populations de référence des années intermédiaires étant quant à elles estimées par interpolation ou extrapolation. Pour la commune, le premier recensement exhaustif entrant dans le cadre du nouveau dispositif a été réalisé en 2004.

En 2022, la commune comptait 540 habitants, en évolution de −4,93 % par rapport à 2016 (Haute-Corse : +5,15 %, France hors Mayotte : +2,11 %).
| 1800  | 1806  | 1821  | 1831  | 1836  | 1841  | 1846  | 1851  | 1856  |
| ----- | ----- | ----- | ----- | ----- | ----- | ----- | ----- | ----- |
| 1 294 | 1 590 | 1 338 | 1 397 | 1 464 | 1 525 | 1 566 | 1 713 | 1 477 |

| 1861  | 1866  | 1872  | 1876  | 1881  | 1886  | 1891  | 1896  | 1901  |
| ----- | ----- | ----- | ----- | ----- | ----- | ----- | ----- | ----- |
| 1 869 | 1 796 | 1 770 | 1 786 | 1 615 | 1 542 | 1 516 | 1 586 | 1 660 |

| 1906  | 1911  | 1921  | 1926  | 1931  | 1936  | 1946  | 1954 | 1962 |
| ----- | ----- | ----- | ----- | ----- | ----- | ----- | ---- | ---- |
| 1 458 | 1 446 | 1 173 | 1 191 | 1 004 | 1 030 | 1 005 | 513  | 552  |

| 1968 | 1975 | 1982 | 1990 | 1999 | 2004 | 2006 | 2009 | 2014 |
| ---- | ---- | ---- | ---- | ---- | ---- | ---- | ---- | ---- |
| 535  | 495  | 508  | 480  | 458  | 506  | 529  | 561  | 574  |

| 2019 | 2022 | - | - | - | - | - | - | - |
| ---- | ---- | - | - | - | - | - | - | - |
| 538  | 540  | - | - | - | - | - | - | - |

### Culture, Enseignement
Une école primaire publique existe à Macinaggio. Le collège d'enseignement général le plus proche se situe à Luri, soit à 7 km. Quant au lycée le plus proche, il se situe à Bastia (29 km).

### Santé
Un médecin généraliste exerce à Macinaggio où se trouve une pharmacie. La clinique la plus proche est située à 7 km, à Luri.

### Sports et loisirs

#### Randonnées
- Le sentier des douaniers longe le littoral du Nord Cap Corse, de Rogliano à Centuri.

## Économie

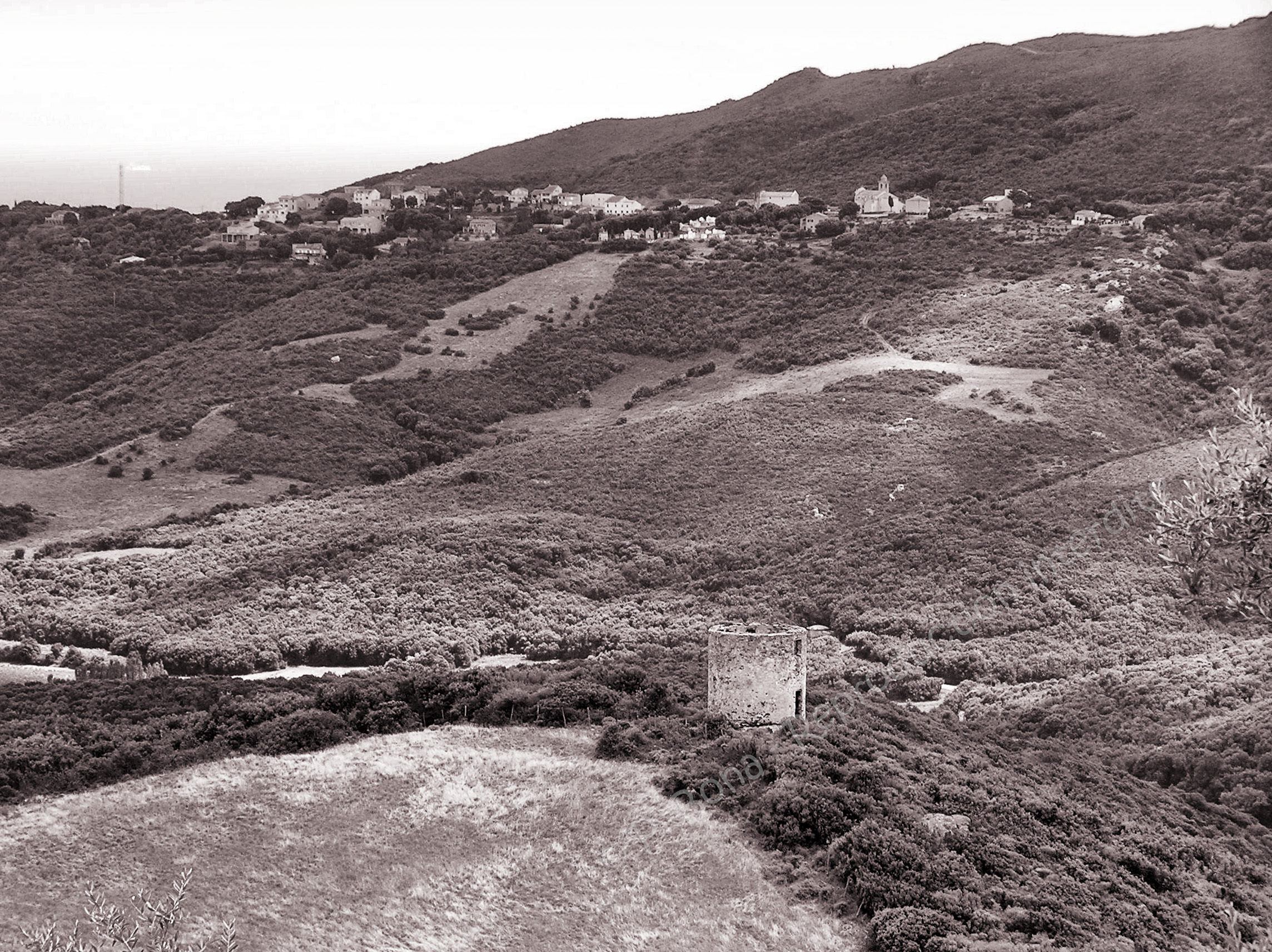
Ancien moulin de San Bernardino.

Rogliano tire encore des ressources de son agriculture qui reste ici la plus active du Cap Corse, malgré un fort déclin depuis la fin du XVIIIe siècle : vigne, vergers, oliviers et huile d'olive, polyculture en terrasses, élevage ovin et caprin accompagné de production de fromages. Les moulins à vent d'autrefois sont depuis longtemps en ruine. La viticulture nourrit une cave coopérative et produit des vins blancs comme la malvoisie et le muscat.
L'exploitation de son port de plaisance communal, le plus grand du Cap, ainsi que le parc de sept éoliennes implantées en 2000 sur les crêtes de la commune, lui rapportent des revenus substantiels.
Des carrières de serpentine de Marcolinco sont encore ouvertes à Campianu. Depuis quelques décennies, le tourisme fait florès, favorisant la vente de produits artisanaux (fromages, huile d'olive, cuir et poterie d'art, etc.).

### La pêche
Macinaghju est le deuxième port de pêche du Cap Corse (poissons, crustacés). En 1865, il était le premier avec 150 pêcheurs, 50 voiliers et 25 tonnes de poissons l'an. En 1994, il n'en restait que 7 pêcheurs, 4 bateaux pour 14 tonnes de poissons. À la halle des pêcheurs, les poissons sont vendus à l'arrivée des bateaux de pêche.

### Le port de plaisance
Macinaggio est le plus grand port du Cap Corse. Il a été créé en 1971. Sa gestion est communale.

Profitant d'une position géographique et stratégique favorable, à l'abri des vents d'ouest et sud-ouest dominants, dans le golfe de Gênes, le port est doté de 2 000 mètres de quai, avec eau potable et électricité, soit 585 postes, et d'équipements modernes et de services : atelier de réparation, carénage, pont élévateur de 45 tonnes, grue, carburant pour la plaisance (détaxé pour les pêcheurs et autres bénéficiaires), etc. Le port peut accueillir des bateaux d'une longueur allant jusqu'à 50 m, sur ses quais équipés pour la grande plaisance.

### Viticulture
Rogliano a depuis l'Antiquité produit du vin. Le site de Tamarone était habité à l'époque romaine et était couvert de vignes. Le vin produit faisait l'objet d'échange comme l'attestent les amphores découvertes lors de fouilles sous-marine d'épaves. En 1790, la vigne couvrait 370 ha. Il n'en reste aujourd'hui qu'une quarantaine d'hectares.
Toujours cultivée, la vigne produit de remarquables vins fins (Muscat, blanc, rouge, rosé et rappu). Les vins produits agréés, portent l'appellation Coteaux-du-cap-corse (AOC) et les muscats celle de Muscat du Cap-Corse (VDN). Ils sont l'œuvre de deux domaines, situés à l'ouest de Macinaggio :
- le Clos Nicrosi, au lieu-dit Pellicia, est exploité depuis 1850 et scelle sa réputation dans le monde entier ;
- le Clos Gioielli, au petit hameau éponyme.

Les jardins des deux clos sont inscrits à l'Inventaire général du patrimoine culturel,.

#### Le domaine Gioielli
Le domaine Gioielli appartenait autrefois à la famille Doria (Nicolas fut le second mari de Barbara Da Mare au XVIe siècle). Au XVIIe siècle, le domaine appartenait à Lodovico de Gentile, seigneur de Brando (marié à la fille de Madeleine Doria, seconde fille de Barbara). En 1648, Lodovico de Gentile donna a pastinera ses maquis à planter de vignes dans les dix ans. Pendant cette période, les récoltes revenaient aux cultivateurs pour les trois quarts, ensuite tout était partagé par moitié.
En son temps, Pascal Paoli confisqua les biens des Da Mare, biens qui seront restitués peu de temps après par la France, en 1771.

## Culture locale et patrimoine

### Lieux et monuments
- Le monument aux morts de la commune, en grès porphyrique, situé au nord de Sant'Agnellu.

Du fait de sa situation géographique et de son passé historique, Rogliano possède une richesse patrimoniale remarquable. Nombreux sont les sites naturels et monuments classés.

#### Castello San Colombano

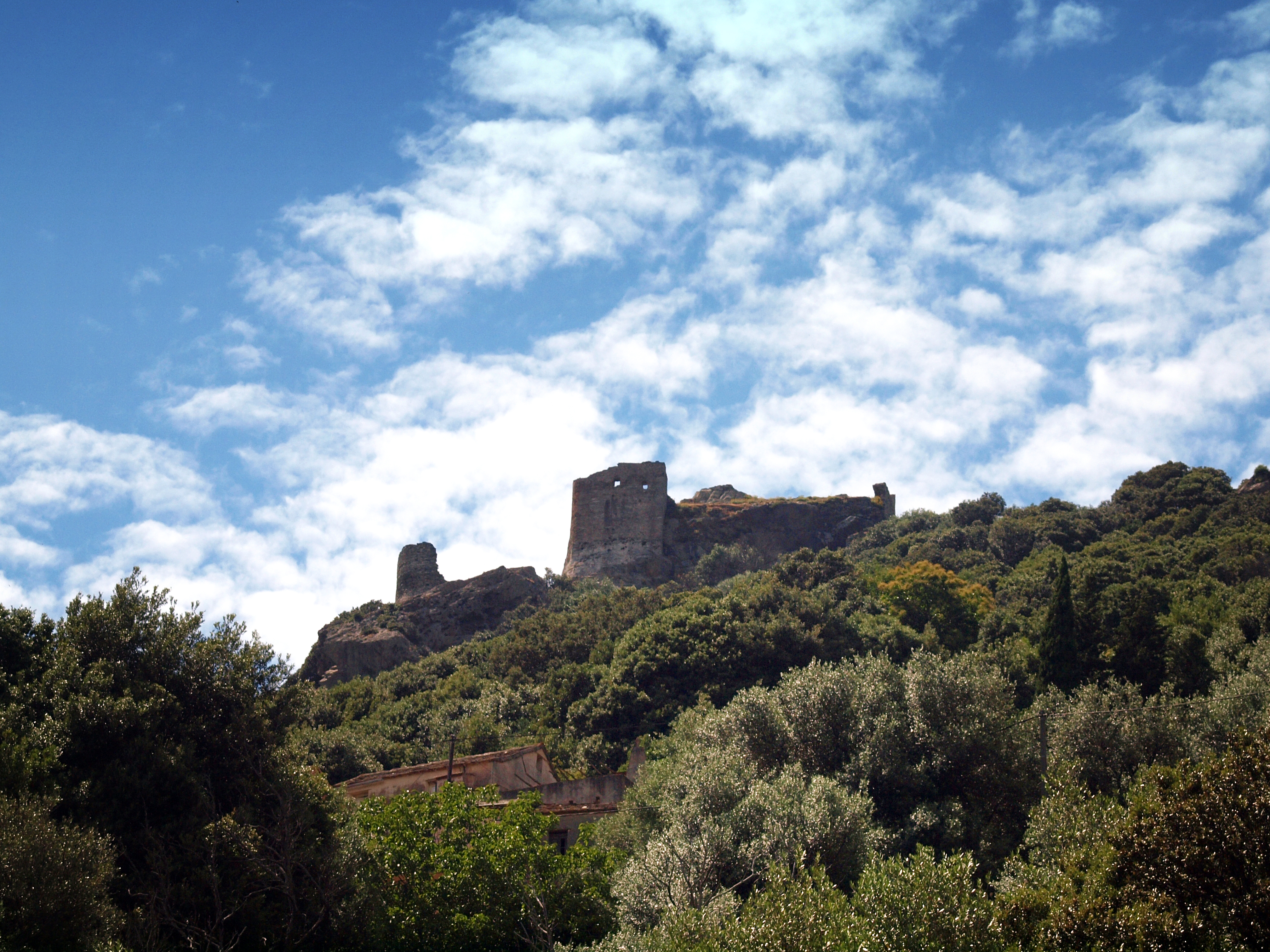
Ruines du "Castellacciu" San Colombanu.

Ce château médiéval ruiné, de 32 m sur 23, appelée Castellacciu San Columbanu, a été construit, peut-être entre la fin du XIIe siècle et 1246, par Ansaldo da Mare, sur l'emplacement d'un ancien ermitage du même nom créé au VIIe siècle par un des nombreux compagnons du moine irlandais Colomban. Il est situé à environ 150 m au sud-ouest du hameau de Vignale, sur une petite crête à 357 m d'altitude, dominant tous les environs.
Castello joua un rôle important dans les relations entre l'île et Gênes. En 1388, les Da Mare firent acte de foi et hommage à la commune de Gênes. Le ralliement à la France des seigneurs de San Colombano - Giacomo-Santo II Da Mare, le souverain de l'époque, soutenant le roi Henri II lors du rattachement de l'isle de Corsègue au royaume de France (de 1553 à 1559), furent les guerres de Sampiero Corso, entraîna le démantèlement de la forteresse par les soldats génois en 1554. Giacomo-Santo II Da Mare fut tué en été 1554 à la Bocca di Tenda en poursuivant l'armée génoise en déroute, à la tête d'une centaine de cavaliers.
Au centre du rempart se trouvent les vestiges du donjon très arasé. Donjon et enceinte sont inscrits au titre des monuments historiques par arrêté du 9 juillet 1996.

#### Les tours littorales

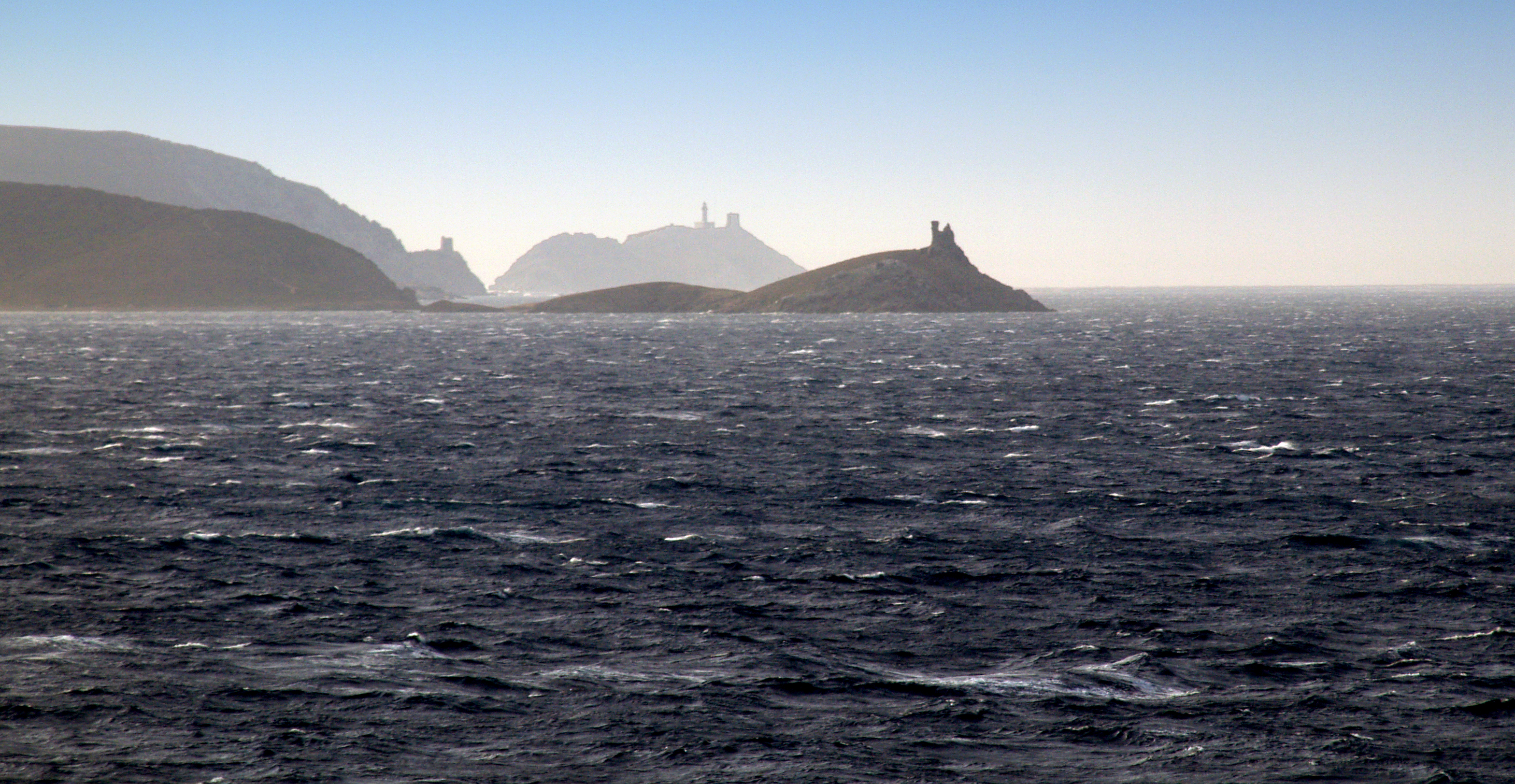
Tours de Finocchiarola, d'Agnellu et de la Giraglia.

Trois tours génoises littorales se trouvent sur le littoral de Rogliano, sur l'itinéraire du sentier des douaniers :

##### Tour Santa Maria di a Chjapella
Situation

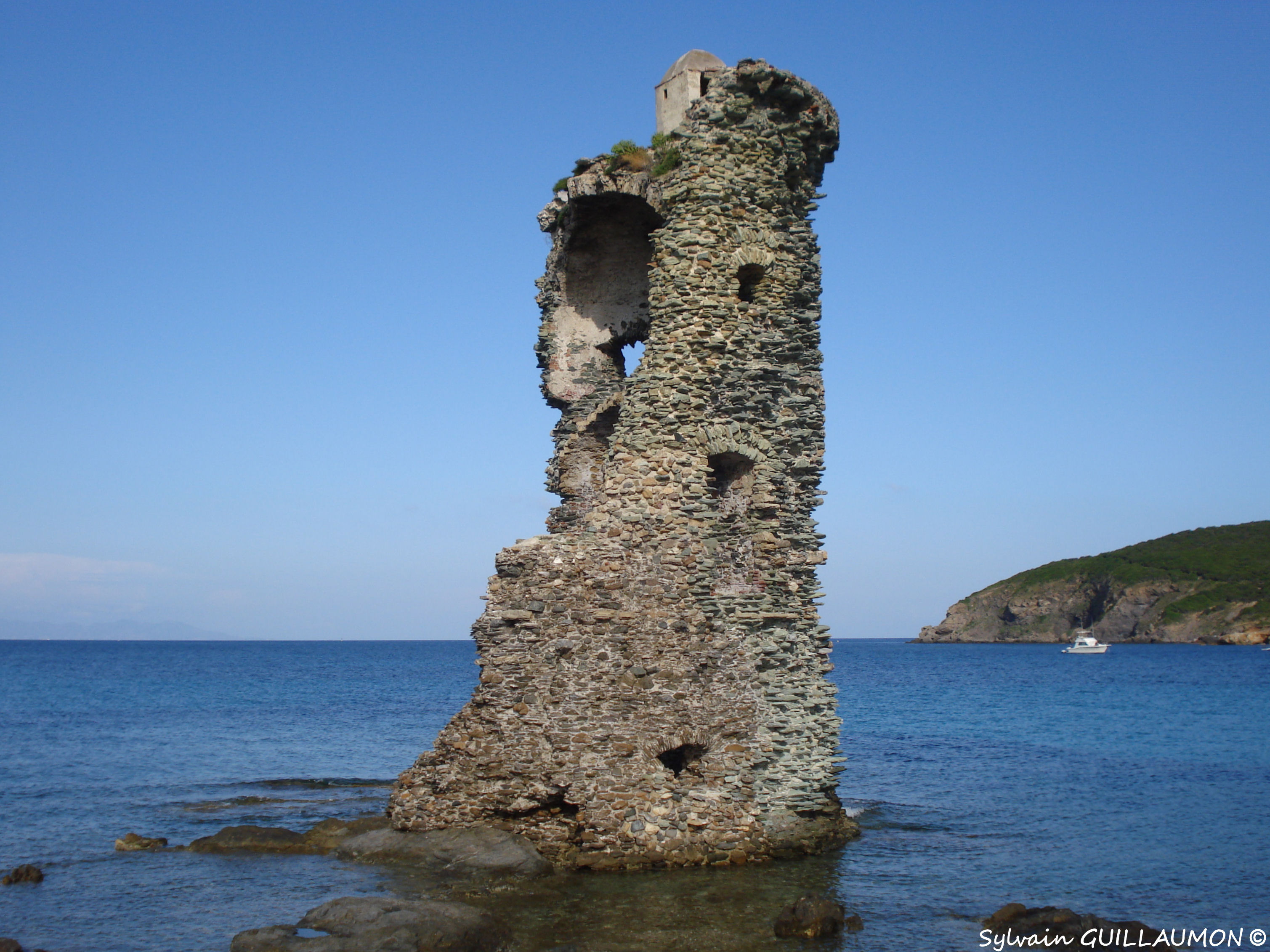
Tour Santa Maria di a Chjapella.

La tour della Chiappella est située au nord-ouest de la rade de Santa Maria.
Historique
En 1549, les gouverneurs ordonnent la construction de la tour Santa Maria della Chiapella. Les instructions sont données pour que l'édifice atteigne sessanta palmi jusqu'à la dernière troina, plus au-dessus 8 palmi pour les bechatelli et piombatogii. Le palmo étant le quart du mètre, soit 0,25 m, les 68 palmi donnent une hauteur de 17 mètres. On devait y faire des archères, 3 troine, une forte porte de bois garnie de fer, une citerne pouvant contenir 80 meserole et qui serait alimentée par l'eau tombant de la dernière troina.
La fin de la construction de la tour date d'octobre 1549.

Dans le courant du XVIe siècle, les Turcs prennent la tour. En 1573, le gouverneur génois de l'île enlève au seigneur Barbara Doria da Mare la charge de l'édifice et y installe une garnison au frais des seigneurs locaux. Un conflit éclate alors avec les seigneurs corses qui parviennent à prendre la tour.

Au XVIIe siècle elle devient un lieu d'échange des captifs avec les Turcs.
En 1617, grâce à un inventaire complet des tours génoises en Corse on sait que cette tour est gardée par des hommes payés.
En 1643, la tour est armée d'une arquebuse.
En 1667, un fauconneau tirant des boulets de 3 livres y est installé. Elle est par la suite plusieurs fois remaniée.
En 1710 on y recense 1 artilleur et 2 soldats pour garder l'ouvrage.
En 1793 elle subit les assauts d'une escadre de la flotte anglaise commandée par le contre-amiral Nelson. Elle est gravement endommagée par le bombardement anglais.

En 1796, après la reconquête de la Corse par les troupes françaises, celles-ci l'occupent.
Dans la seconde moitié du XIXe siècle la tour est considéré comme ruine. Elle présente une coupe de ses 3 étages voûtés. Une échelle mobile permettait de monter d'un étage à l'autre. Voûtes et arcature des mâchicoulis sont en calcaire de Tamarone, roche du quaternaire facile à travailler. Les ruines de la tour sont inscrites au titre des Monuments historiques inscription par arrêté du 8 mars 1991.

##### Tour des Îles de Finocchiarola
Situation
La tour des Îles de Finocchiarola, sur l'îlot de Finocchiarola le plus grand et le plus élevé (27 m au niveau de la tour).
Historique
Ronde, ruinée, elle avait été construite entre 1563 et 1569. Dans cette tour d'un site déclaré réserve naturelle de Corse le 29 juin 1987, habitent de nombreux petits lézards portant le nom de geckos ou tarentes, fort nombreux d'ailleurs dans le Cap Corse.

##### Tour d'Agnellu

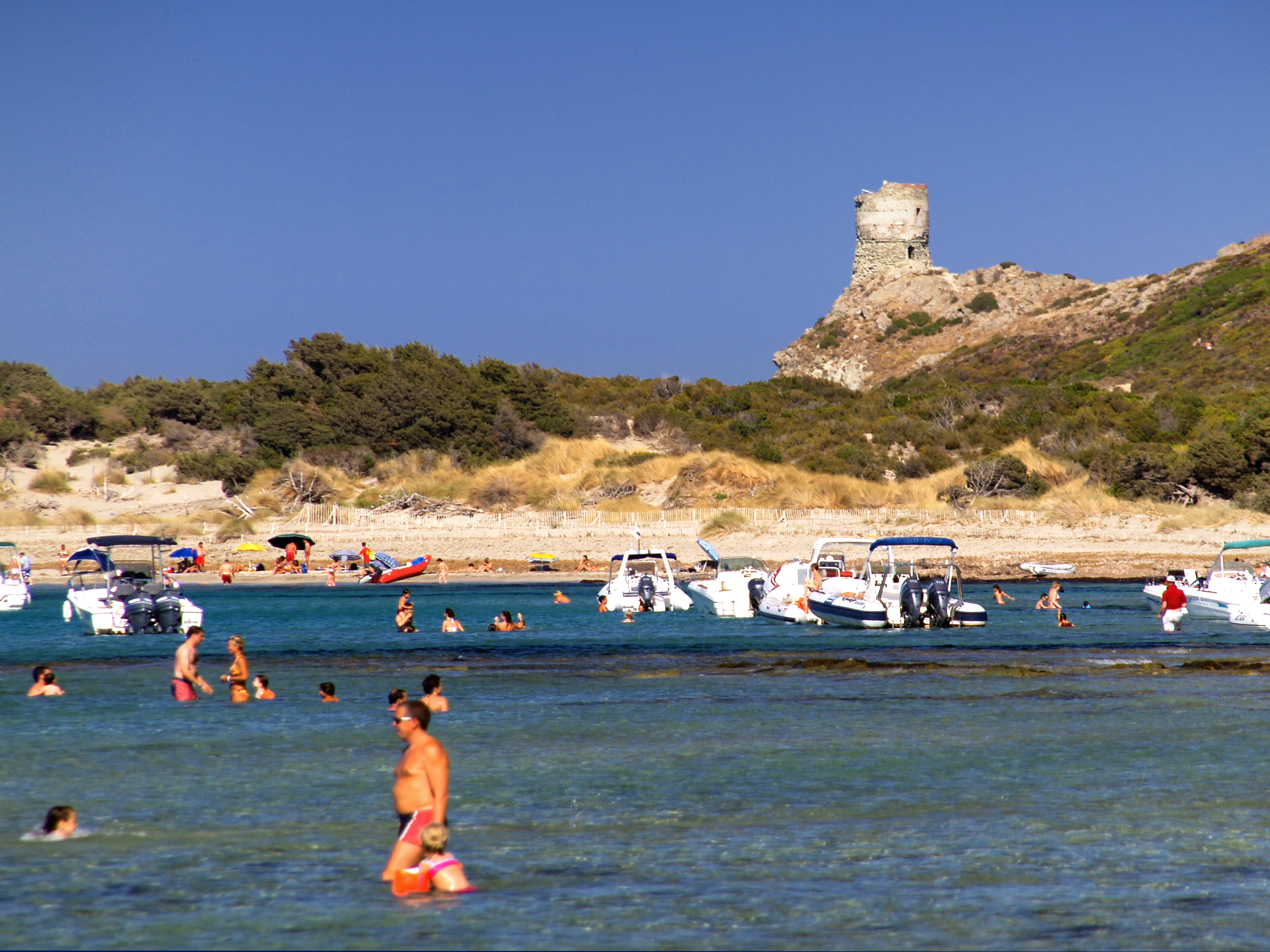
Tour d'Agnellu et plage de Cala.

La tour d'Agnellu est une tour littorale ronde, édifiée au XVIe siècle à l'extrémité de la pointe d'Agnello. En remarquable état, elle est la plus au nord de la commune.

« Dans quelques tours, deux soldats étaient envoyés pour deux mois et on leur adjoignait au moins deux marins d'expérience qui, eux, résidaient dix-huit mois, au salaire mensuel de 12 livres ; dans d'autres, comme dans celle de la Calla d'Agnello (territoire d'Ersa, Cap Corse), on mettait, en 1562, deux hommes idonci e marinari et un garçon de 15 ans, celui-ci à 50 livres de traitement par an, ceux-là à 100 livres. En dehors de cette solde moyenne de 10 livres par mois, ils recevaient aussi quelquefois des vivres »

— M. de Fréminville, traduction in Tours génoises du littoral de la Corse d'un extrait du règlement concernant la tour de la Calla d'Agnelo et celle della Finocchiarola, daté de 1562

##### Autres tours littorales
Quant à la ruine visible sur la Punta di a Coscia, au nord de la rade de Macinaggio, ce sont les vestiges d'un ancien moulin (et non pas d'une tour génoise comme beaucoup le pensent). La punta portait autrefois deux moulins (l'un d'eux est devenu relais de télévision).
Il existait bien une tour génoise à Macinaggio qui, du XVIe siècle au XIXe siècle, protégeait le port. En 1761, après un an de siège, la tour sera prise par Pascal Paoli. Il n'en reste plus rien.

#### Les tours intérieures

##### La Tour della Parocchia

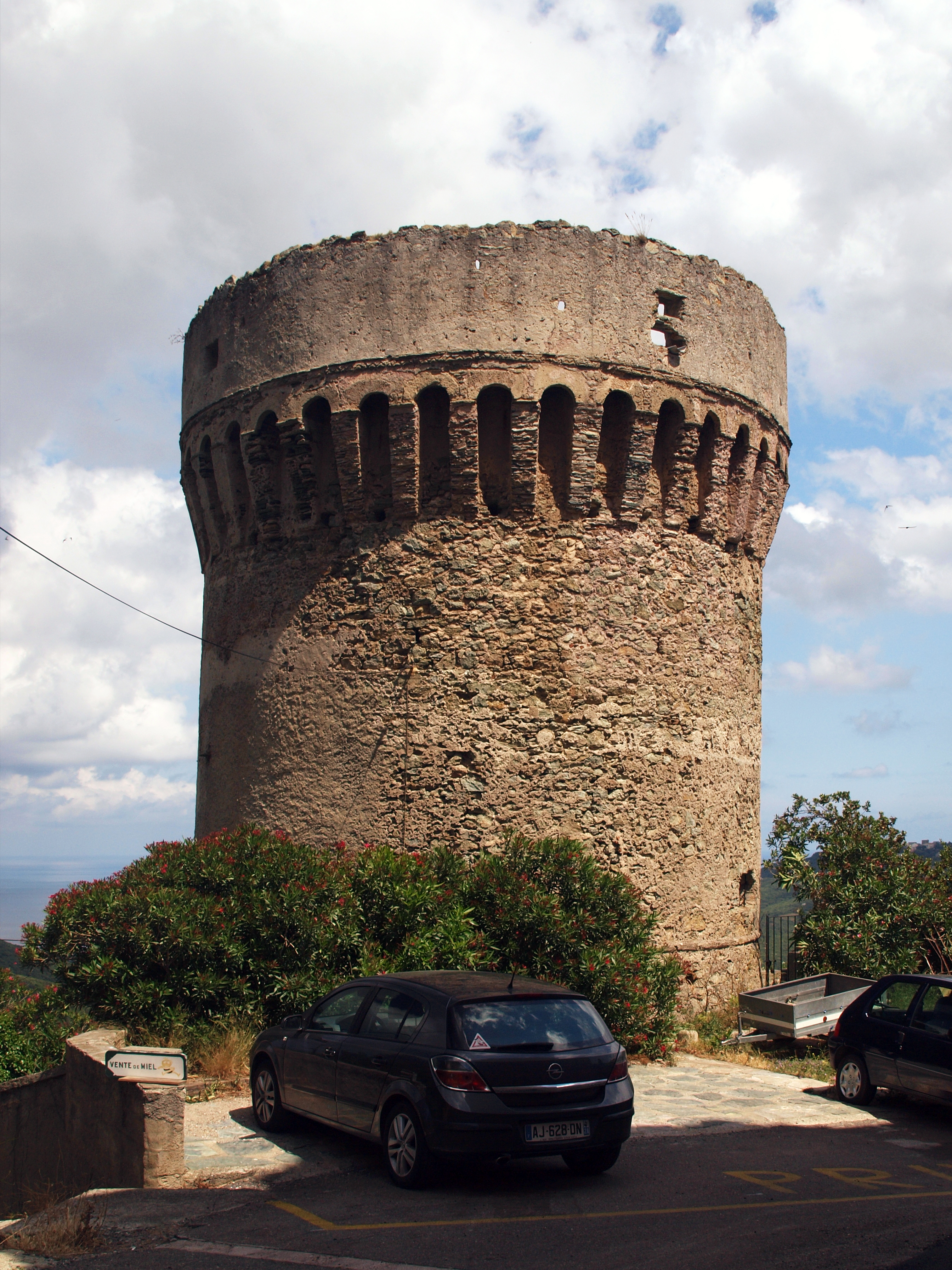
Tour della Parocchia.

La tour della Parocchia, dite aussi "Torre Franceschi". Cette tour ronde, en très bon état, a été bâtie au XVe siècle. Elle se dresse au centre du village, dans le quartier Parocchia. Propriété d'une personne privée, l'édifice fortifié est classé Monument historique par arrêté du 4 novembre 1935.

##### La Tour du Cap
Située à Vignale, la « Tour du Cap » est le nom donné à la tour carrée de Barbara Da Mare. Elle est dite encore « Torre San Colombanu » car elle a servi de siège au gouvernement du fief de San Colombano que se partageaient Barbara Da Mare et Jacques de Negroni.

##### Autres tours
- À Olivu, deux tours carrées, l'une en ruine et l'autre habitée.
- À Quercioli, une tour carrée ruinée et une tour génoise ronde en bon état.

#### Église paroissiale Saint-Agnel
L'église Sant'Agnellu est une très grande église construite au hameau de Bettolacce (lieu-dit a Parrochja, la paroisse) au nord de la tour ronde della Parocchia. Elle date du XVIe siècle. Remaniée au XVIIIe siècle, elle a été agrandie et dotée d'une belle façade classique.
L'église paroissiale Sant'Agnellu renferme les œuvres classées au titre des Monuments historiques ci-dessous :
- partie instrumentale d'orgue de Nicodème Agati & Filippo Tronci[32] 1874-1888, restaurée et placée dans un buffet neuf au sol dans le chœur par Jean-François Muno en 1988 ;
- buffet et tribune d'orgue de Giuseppe Lazari[33] 1761 ;
- tableau Sainte martyre, saint Antoine, saint Guillaume, saint Augustin au pied de la Vierge sur toile du XVIIIe siècle[34] ;
- tableau L'Annonciation au donateur toile peinte, de 1663[35] ;
- retable, tableau Saint Blaise et sainte Appolonie stuc sur toile XVIIIe siècle[36] ;
- retable, tableau Le Christ, la Vierge avec saint Michel et saint Jean stuc sur toile 1731[37] ;
- retable de l'autel des Marins, tableau Notre-Dame de Bonsecours marbre, stuc sur toile du XVIIIe siècle[38] ;
- retable et tableau La Vierge entre saint Apollinaire et saint Blaise bois peint et toile du XVIIe siècle[39].
- chape en soie du XVIIIe siècle[40].
- chasuble en soie du XVIIIe siècle[41].
- autel et retable de sainte Catherine en marbre du XVIIIe siècle[42] ;
- autel, retable, tableau : La Donation du Rosaire à saint Dominique marbre et toile du XVIIe siècle[43] ;
- reliquaire peint, doré ; verre bois : début XIXe siècle[44] ;
- statue : saint Antoine et l'Enfant Jésus en bois peint, polychrome du XVIIIe siècle[45].

#### Couvent Saint-François
L'ancien couvent Saint-François (San Francescu), daté de 1520, fut restauré au XVIIIe siècle, mais son église est ruinée et abrite désormais des sépultures. Le couvent recèle une chape en soie brodée du XVIIIe siècle, classée.

#### Église Santa Maria Assunta della Chiapella

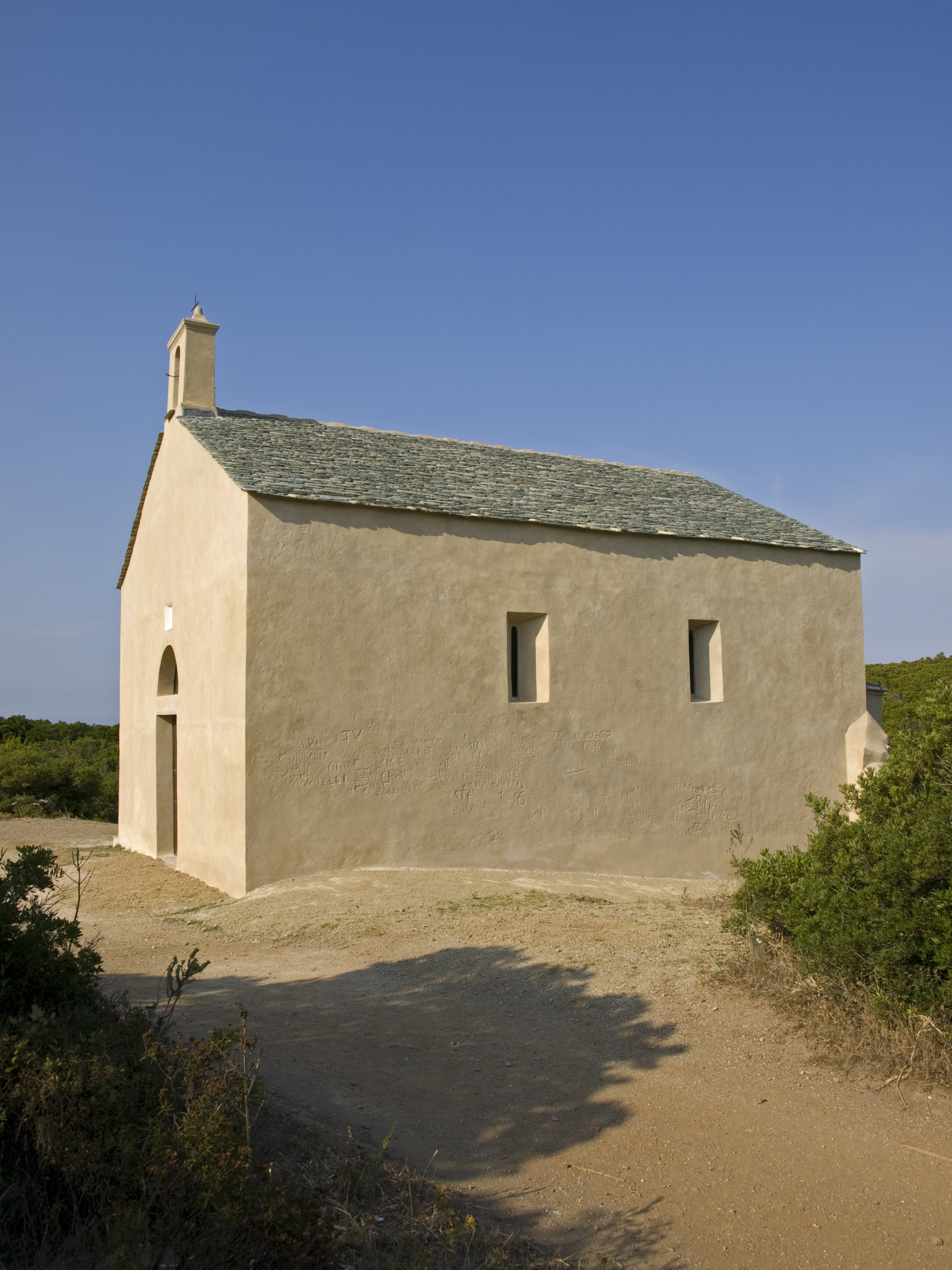
Chapelle Santa Maria.

Santa Marìa Assunta di a Chjapella (Sainte-Marie de la Chapelle) date de la fin XIe siècle - début XIIe siècle. L'église est citée pour la première fois en 1113, lors de sa donation par Ildebrandus, évêque de Mariana, au monastère de la Gorgone. En 1445, elle passe sous la juridiction de la Chartreuse de Pise. Au XVIe siècle, elle est ruinée par les Maures vers 1568. Elle perd son statut d'église piévane en raison du dépeuplement du littoral. L'église a été reconstruite peu après, un peu en retrait, sur l'emplacement d'un sanctuaire paléochrétien. Elle subit des aménagements au XVIIIe siècle.
La nef unique se termine à l'est par 2 absides jumelles. Existait à l'époque un baptistère. Déjà au IVe siècle le pievan administrait baptême et confirmation ; co-évêque, il possédait des armoiries.
Dit communément « chapelle Santa Maria », l'édifice religieux a été rénové, doté d'une cloche en 2014. Les travaux ont été financés par le conseil régional de Haute-Corse et le Conservatoire du littoral.
Santa Maria Assunta della Chiapella est inscrite au titre des Monuments historiques par arrêté du 2 août 1990.

#### Église Sainte-Claire

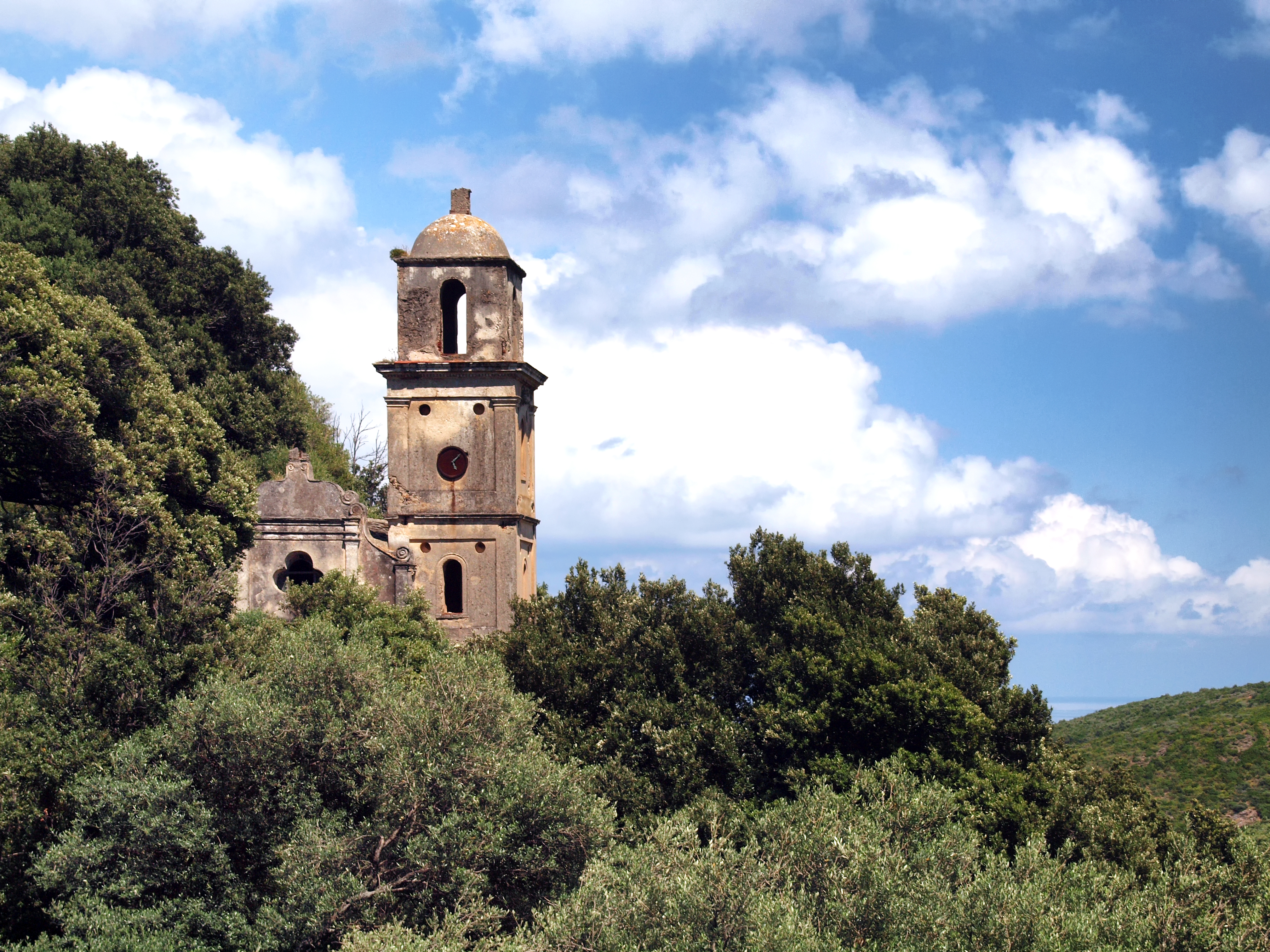
Église Sainte-Claire.

L'église Santa Chjara se situe à l'entrée de Magna Suttana. L'édifice date probablement du XVIe siècle. Il est du modèle traditionnel du baroque corse, c'est-à-dire doté d'une façade occidentale (ou principale) plate, divisée en deux étages, scandés de pilastres, séparés par des corniches et surmontée d'un fronton. Le clocher accolé à l'édifice, est surmonté d'un petit lanternon carré percé de quatre petites baies. L'horloge visible sur la façade occidentale, a dû être ajouté au XIXe siècle.

En 2015 une subvention d'État a été votée pour la restauration de la toiture de cette église désaffectée depuis longtemps.

#### Confrérie Santa Croce
La chapelle de confrérie Santa Croce, aujourd'hui désaffectée, a été édifiée au XVIIe siècle. Elle a servi d'oratoire aux confrères Pénitents de la Sainte Croix. Sa façade principale, surmontée d'un fronton, présente deux niveaux séparés par une corniche et trois travées définies par des contreforts. Elle est percée d'une porte centrale avec fenêtre en tympan en demi-cercle. Sous les rampants du toit courent des modillons à glyphes. Pour son élévation et sa toiture, la chapelle a été classée Monument historique par arrêté du 22 octobre 1976.

#### Autres patrimoines religieux
- L'église ruinée Saints-Côme-et-Damien (San Còsimu è San Damianu) entre Bettolacce et Magna Suttana
- La chapelle Sainte-Restitude (Santa Ristituta). À l'ouest de la plage de Tamarone, la chapelle fut construite sur un ancien sanctuaire.
- La chapelle Saint-Roch (San Roccu) à Quercioli
- La chapelle Saint-Marc (San Marcu) à Macinaggio

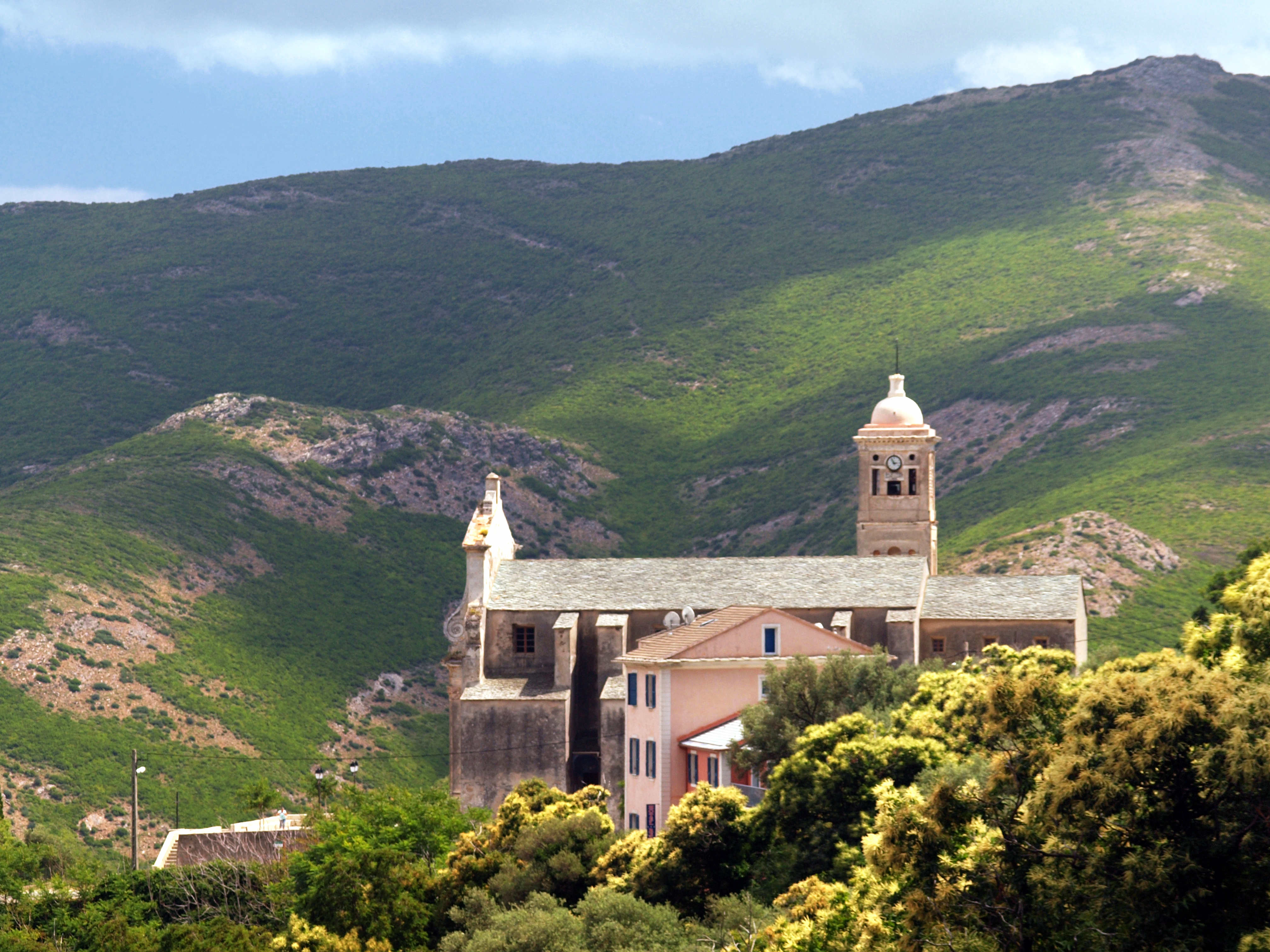
Église paroissiale Sant'Agnellu.
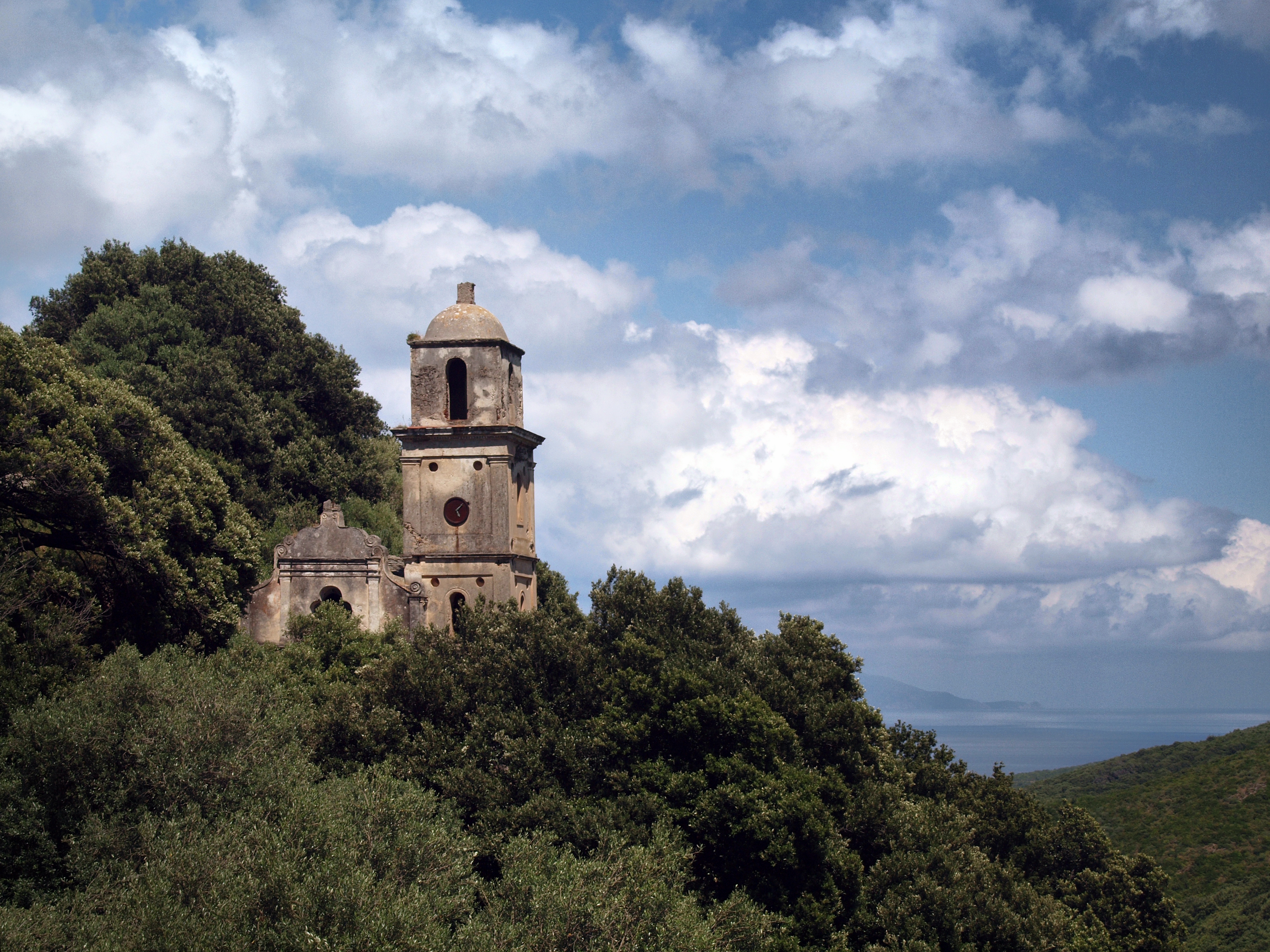
Église Santa Chjara à Magna Suttana.
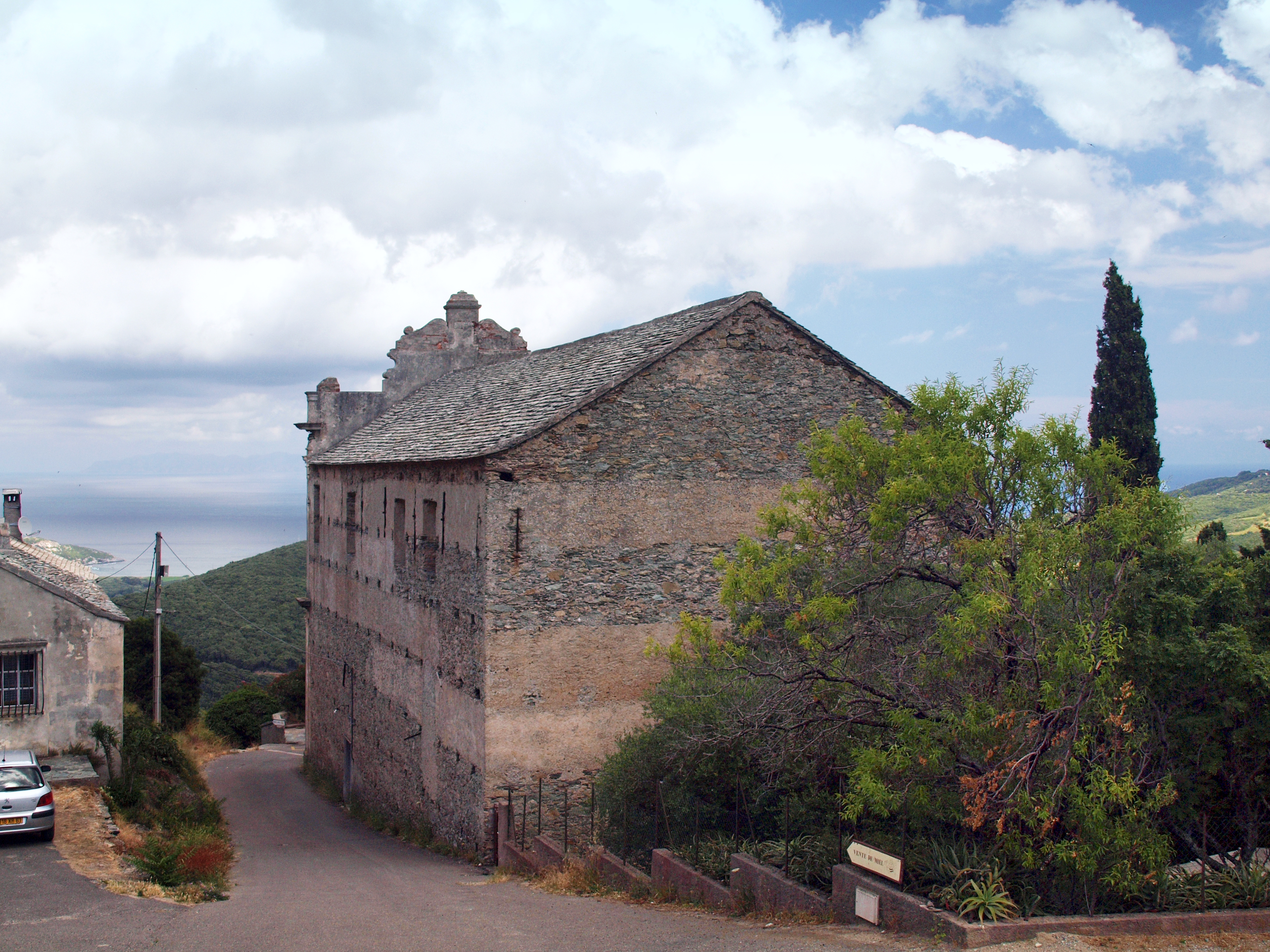
Confrérie Santa Croce.
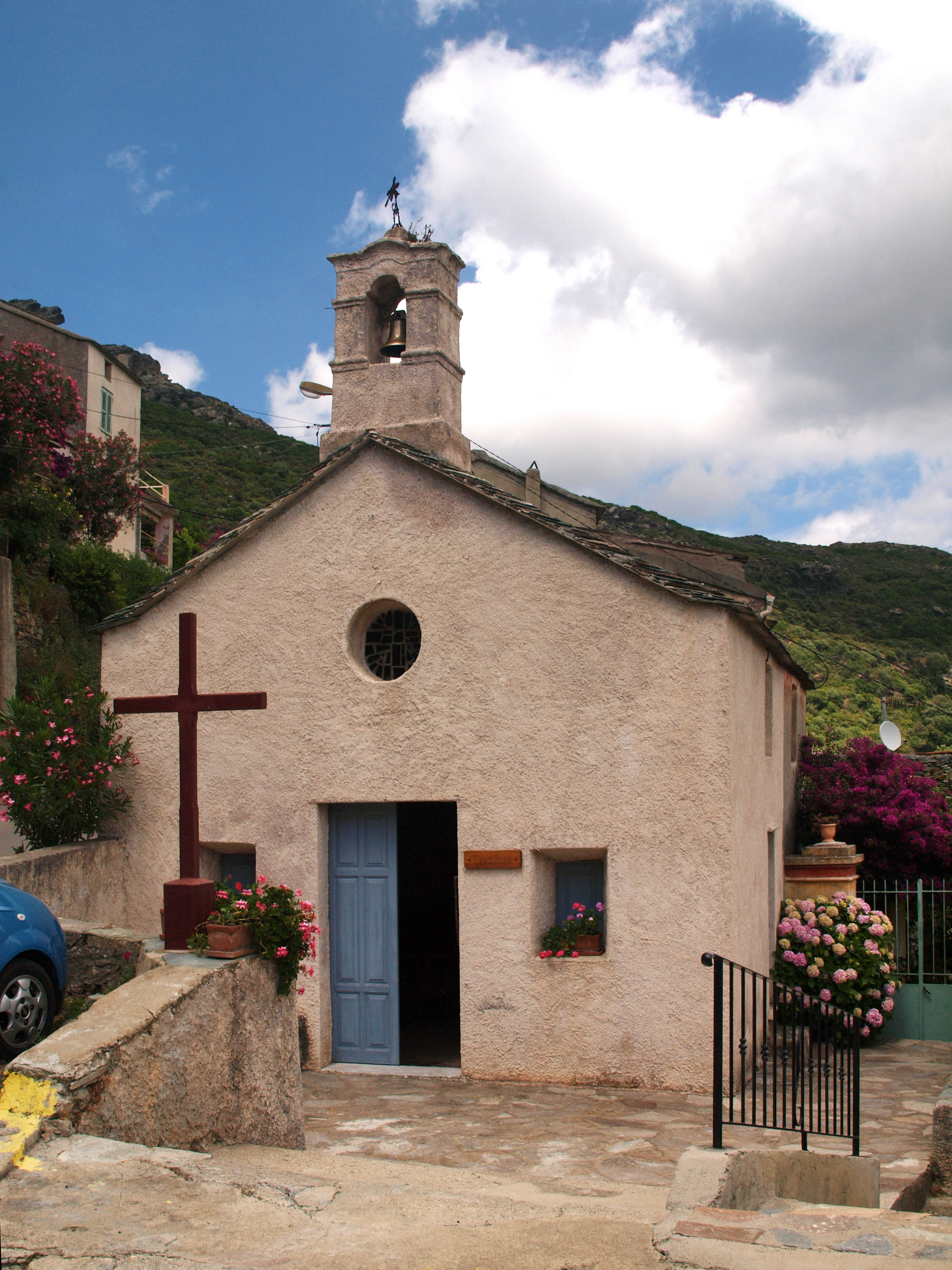
Chapelle San Roccu à Quercioli.
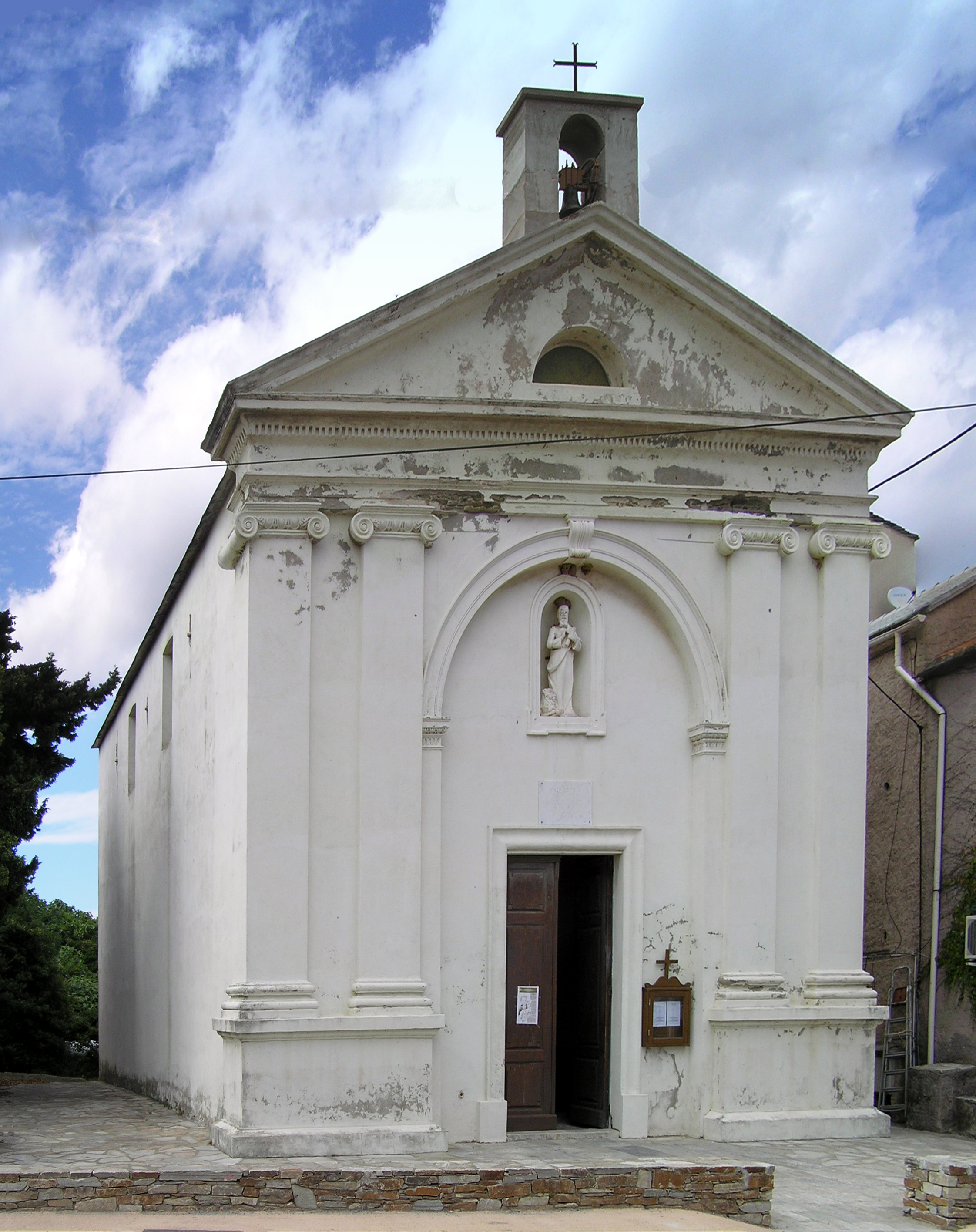
Chapelle San Marcu à Macinaggio.

### Patrimoine culturel
- Le jardin dit Clos Nicrosi à Vignale, inscrit à l'Inventaire général du patrimoine culturel (documentation préalable) - Dossier versé le 4 mars 2003[26].
- Le jardin dit Clos Gioielli à Bettolacce, de la 2e moitié du XXe siècle, inscrit à l'Inventaire général du patrimoine culturel (documentation préalable) - Dossier versé le 4 mars 2003[25].

### Patrimoine naturel

#### Grotte de la Coscia
La grotte de la Coscia est située à l'extrémité nord du Cap Corse. C'est une très vaste cavité au Pléistocène moyen, creusée lors d'anciens hauts-niveaux marins dans les calcaires et dolomies de la série mésozoïque de Macinaggio. En partie effondrée, elle est, de nos jours, pénétrable seulement par sa partie appelée « grotte nord-ouest ». Elle est presque complètement colmatée par plus de 20 mètres de sédiments marins littoraux et continentaux dans lesquels se distinguent deux séries fossilifères : la plus ancienne datant de l'avant-dernier complexe glaciaire, la plus récente du début du Würm ancien.
Certaines couches contiennent une très riche avifaune fossile accompagnée de lagomorphes, rongeurs, batraciens, mollusques. D'autres niveaux livrent en très grande abondance des restes de cerf de Caziot. Les niveaux du Würm ancien livrent quelques indices de présence humaine : accumulation de bois, de crânes et d'ossements de cerfs, structures de combustion (foyers) dont certaines sont entourées par des blocs et des dalles rocheuses, roches diverses parfois étrangères à l'environnement géologique immédiat du site.
La grotte de la Coscia du Paléolithique, est une propriété privée. Elle a été classée Monument historique par arrêté n° 019 du 26 juin 2007.

#### Réserve naturelle de Corse
Iles Finocchiarola (FR3600085). Cette dénomination couvre les trois îlots : îlot di Terra, îlot de Mezzana et l'îlot Finocchiarola ; cette dernière est la plus étendue (14 800 m2), la plus haute (27 m d'altitude) et la plus éloignée (550 m) de la côte. Les îlots, bancs rocheux et récifs d'une superficie totale de 3 ha, ont été déclarés réserve naturelle de Corse le 29 juin 1987.

#### Site du Conservatoire du littoral

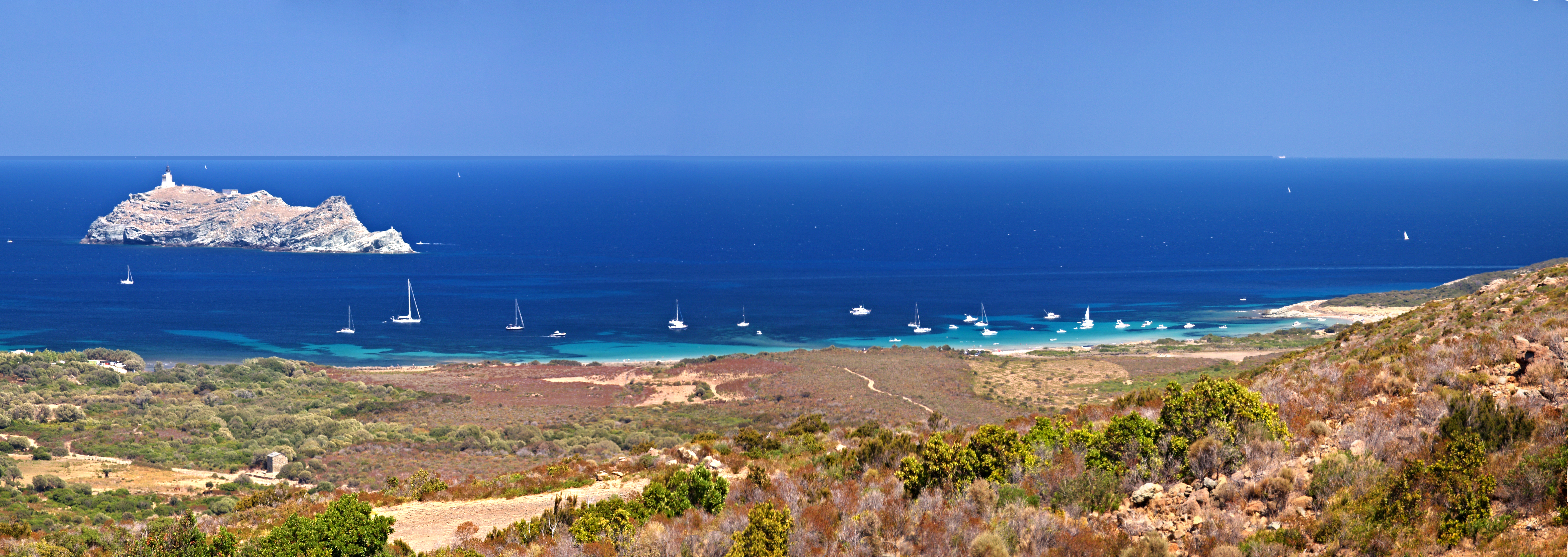
Plage de Cala face à la Giraglia.

Pointe du Cap Corse (y compris Îles Finocchiarola) (FR1100048), c'est le nom du site acquis par le Conservatoire du littoral à la pointe du Cap Corse. Les 660 ha qu'il couvre, sont un site naturel classé déclaré le 1er janvier 1984 et protégé pour les espèces végétales et animales présentes. L'habitat est composé de plages de sable, de côtes rocheuses et falaises maritimes, d'eaux stagnantes, saumâtres et salées et de maquis silicicoles méso-méditerranéens.

#### ZNIEFF
La commune est concernée par une zone naturelle d'intérêt écologique, faunistique et floristique de 2e génération :
Marais et plage de Macinaggio
La zone en propriété privée de 21 ha a été déclarée en ZNIEFF pour 46 espèces déterminantes (batraciens, oiseaux, reptiles et dicotylédones). Elle est située au niveau de la pointe du Cap Corse. Elle constitue un point de passage et une zone d'étape migratoire importante entre Corse et continent pour l’avifaune, procurant aux oiseaux de passage une aire de repos et de nourrissage. La zone humide du marais reste inondée une grande partie de l’année. Un très grand nombre d’espèces animales et végétales caractéristiques des zones humides peut y être rencontré, tels que Emys orbicularis, Natrix natrix corsa ou Gallinago media.

### Personnalités liées à la commune
- Eugénie de Montijo, impératrice Eugénie. Revenant des cérémonies d'ouverture du canal de Suez, elle débarqua le 2 décembre 1869 à Macinaggio. Accueillie avec enthousiasme par la population, elle œuvra pour Rogliano. La route qui relie le village à Macinaggio porte le nom de "Chemin de l'Impératrice".
- Pasquale de Negroni (né à Rogliano en 1759, mort en 1817). Magistrat proche de Paoli. Mis en accusation par la Convention en 1792, il se prononce pour la rupture avec la France à la Consulta Generale di Corti, et suit Paoli dans l'éphémère aventure du Royaume Anglo-Corse, où il occupe le poste de Conseiller d'Etat. Émigré sous le Consulat et l'Empire, il revient dans l'île en 1814 et devient membre du Gouvernement Provisoire de la Corse, avec Vidau.
- François-Dominique Falcucci (né à Magna Suprana en 1835, mort en 1902), linguiste, philosophe italien du XIXe siècle. On lui doit un vocabulaire de 12 000 mots, plus spécialement du Cap Corse.
- La famille Da Mare, puis leurs descendants, les Negroni, forma la noblesse capcorsine, dont Rogliano était la capitale.
- Ansaldo da Mare : seigneur du Cap Corse au XIIe siècle, il fit bâtir le Castello de San Colombano, au-dessus du hameau de Vignale. Il fut amiral de Frédéric II du Saint-Empire. La thèse sur les origines corses de Christophe Colomb fait du découvreur l'un de ses descendants.
- Barbara da Mare, née et morte à Rogliano (1531-1604). Elle est la fille unique de Giacomo Santo da Mare, lieutenant de Sampiero Corso, et mort au combat d'un trait d'arquebuse au col de Tenda, contre les Génois. Après la destruction du château féodal de San Colombano, la mise en captivité à Gênes de son cousin Giacomo de Negroni et le meurtre par les Turcs de son mari Pier Giovanni de Negroni, elle s'installe dans la tour carrée proche du Couvent qui portera désormais son nom. Elle y fera assassiner le gouverneur génois Procurante.
- Benoît-André Doria, né en 1721 au domaine Gioielli. Nommé évêque d'Ajaccio en 1759, il en a été le dernier évêque avant la Révolution. Il dut émigrer.
- Général Pascal-Olivier de Negroni (né à Rogliano en 1829, mort en 1913). Il mena le 6 août 1870 la célèbre charge de Reichschoffen.
- Marien Martini, originaire de Magna Suprana, considéré comme l'historien du Cap Corse.
- Francesco Domenico Falcucci (né à Rogliano en 1835, mort en Italie en 1902), écrivain et linguiste naturalisé italien. Auteur de "Du dialecte, des mœurs et de la géographie de la Corse. Lexique comparé", Bastia, 1888